# アメリカ合衆国共和党の歴史

共和党から最初に選出された大統領のエイブラハム・リンカーン（在任1861年 - 1865年）。現在でも共和党は時に自らを「リンカーンの党」と呼ぶ。

アメリカ合衆国共和党の歴史（アメリカがっしゅうこくきょうわとうのれきし）では、アメリカ合衆国の共和党の歴史について述べる。共和党は最大のライバル民主党に次ぐ歴史を持つ政党である。1854年、準州に奴隷制が拡大する危険をはらんだカンザス・ネブラスカ法を廃止し、経済の近代化をより強力に推進することを目的に結党された。南部ではほとんど存在しないに等しかったが、北部ではホイッグ党員と自由土地党員を吸収し、1858年までに北部のほぼ全ての州で多数派を形成した。
1860年、共和党からエイブラハム・リンカーンが大統領に選出され、南北戦争において合衆国を勝利に導き、奴隷制度の廃止に成功すると、共和党の優位は盤石となり、世界恐慌直後の1932年まで続いた。共和党の支持基盤は、北部の白人プロテスタント、企業家、専門職、工場労働者、農家、そしてアフリカ系アメリカ人であった。主要な政策としては、企業優遇、銀行支持、金本位制維持、鉄道建設、産業とその労働者を守るための関税設置等を主張した。20世紀転換期にはウィリアム・マッキンリー大統領とセオドア・ルーズベルト大統領のもと、膨張主義的外交政策を推進した。
1929年から1940年の世界恐慌により、共和党と民主党の地位は逆転した。民主党のフランクリン・D・ルーズベルトはニューディール連合を形成して経済規制や社会福祉事業を推進し、民主党の優位は1960年代中盤まで続いた。この間、共和党は保守化を進めて民主党のリベラル政策に反対し、民主党保守派と保守連合を形成して多くの法案成立を阻止した。また1950年代には第二次世界大戦の英雄ドワイト・アイゼンハワーを大統領に擁立して政権の座についた。
1950年代から民主党が公民権運動の推進に傾くと、南部を中心に、それまで強固に民主党を支持していた保守層が共和党支持へ流れ、逆にアフリカ系アメリカ人は民主党へ流れた。1964年公民権法が決定打となってニューディール連合は崩壊し、ベトナム戦争の泥沼化もあって、共和党優位の時代が戻った。特に1980年代は圧倒的な人気を誇ったロナルド・レーガン大統領のもと、財政支出削減・規制緩和・減税（レーガノミクス）や、強烈な反ソビエト政策を推進した。
1990年代以降は民主党と共和党の勢力が拮抗し、現在に至っている。この間、共和党からはジョージ・W・ブッシュ（2000年および2004年）が大統領に選出された。経済の低迷を背景に、2010年の議会選挙では下院で多数派を占め、オバマ政権と鋭く対峙していた。
2016年の議会選挙では共和党が上院、下院とも多数派になり、同時に行われた大統領選挙では、共和党のドナルド・トランプが選出され、翌2017年1月20日に第45代アメリカ合衆国大統領に就任し、共和党は8年ぶりに政権復帰をした。

## 奴隷制廃止運動と共和党の結党

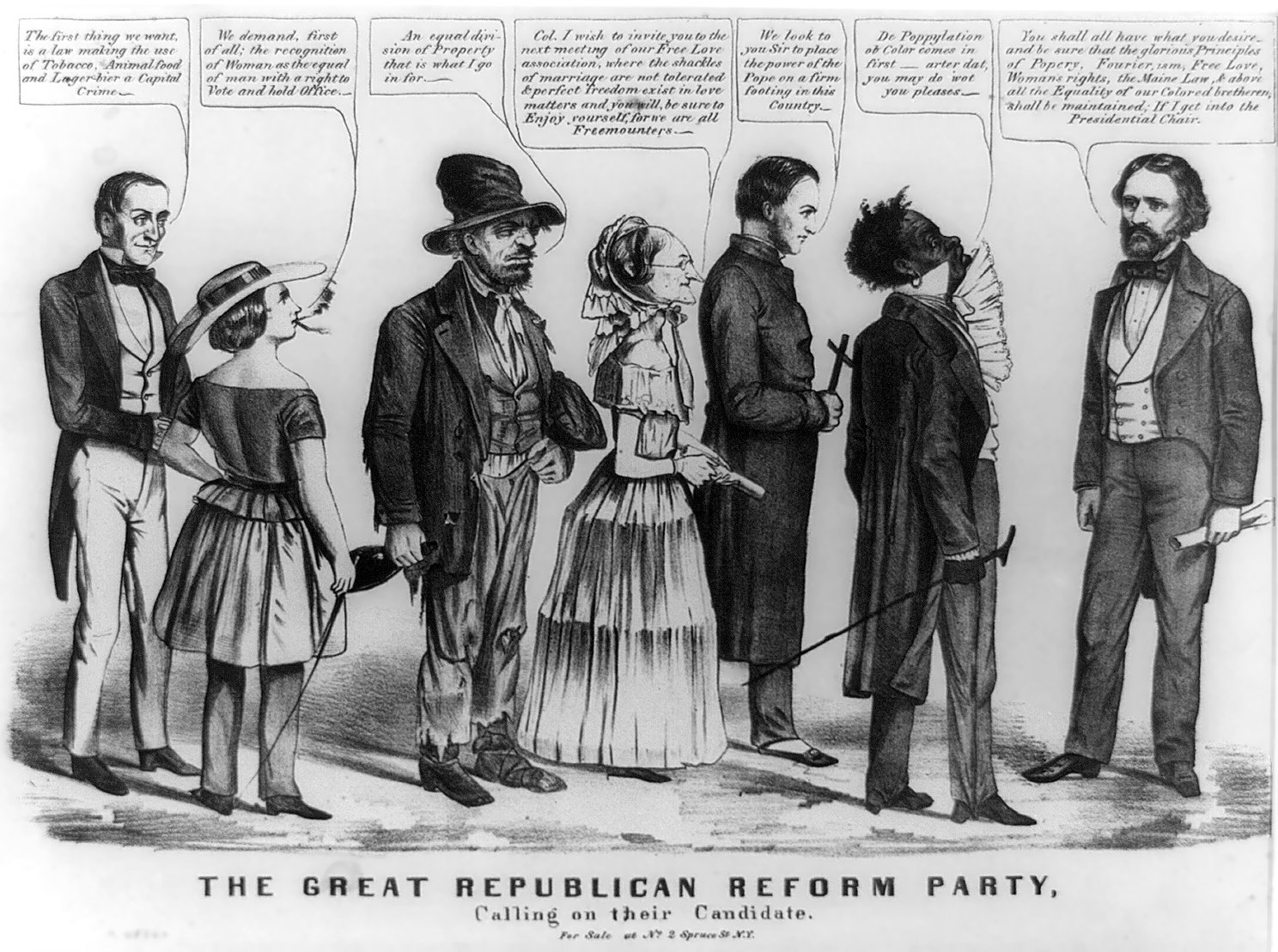
この風刺画では、共和党最初の大統領候補フレモントを当時は「過激」と見なされたさまざまな運動と結びつけている。左から禁酒運動家、婦人参政権運動家、社会主義者、自由恋愛主義者、カトリック聖職者、自由黒人の伊達男。

共和党の始まりは、1854年1月、民主党のスティーブン・ダグラス上院議員が議会に提出した、カンザス・ネブラスカ法に反対する「良心的ホイッグ党員」と自由土地党員の反奴隷制連合に遡る。この法案は新しく設置されるカンザス準州とネブラスカ準州での奴隷制を容認し、これらの準州が将来、住民投票に依って奴隷州として認められる道を開き、従って、北緯36度30分以北の準州での奴隷制禁止を定めたミズーリ妥協を暗黙のうちに破棄するものであり、北部の奴隷制廃止主義者からは、南部の奴隷所有者による攻撃的な拡張戦略と受け止められた。法案は全ての南部選出議員と、南部寄りの態度を取る北部選出の「ドーフェイス」（小麦粉をこねて作った顔のように、簡単に反対勢力になびく人の意）民主党議員によって支持され、更に、ダグラスの唱える「住民主権主義」に説得された北部民主党議員にも支持され、成立した。
当時、ホイッグ党はすでにほとんど消滅しかけており、新規領土への奴隷制拡大に反対して民主党を離党した人々から成る自由土地党も伸び悩んでいた。カンザス・ネブラスカ法に反対する人々は、新党結成の機運が熟したと見て、行動を開始した。同年3月20日、ウィスコンシン州リポンの学校校舎で最初の「反ネブラスカ法」地方集会が開かれ、この場で新しい反奴隷制政党の名を「共和党」とすることが提案された。7月6日、州規模の党大会がミシガン州ジャクソン近郊で開催され、初めて「共和党」の綱領を採択し、新規獲得領土への奴隷制拡大に反対することを宣言するとともに、州の候補者名簿を採択した。新政党の主張は準州における奴隷制度の問題だけに留まらず、アメリカの近代化を大局的な目標に掲げていた。具体的には、西部の新規開拓領土については、奴隷所有者が好条件の土地を買い上げるがままに任せるのではなく、奴隷制のない「自由」な土地として農民に与えることを主張し（「自由土地」の所以）、銀行を拡大し、鉄道や工場の建設推進を主張した。また、自由市場労働こそは奴隷制に勝り、人民の徳義と真の共和主義の根本であると強く主張し、「自由な土地、自由な労働、自由な人間」を信条に掲げた。このような主張の背景には、民族的出自と宗教を一にする集団、特に各派プロテスタント教会の影響が見逃せない。敬虔派プロテスタント教会は構成員に対し道徳を強く課し、彼らはその価値観を以って政治に携わるようになっていった。教会は、社会から犯罪を撲滅することがキリスト教徒の義務であると強調した。社会には多くの「罪」が溢れていた。中でもアルコール依存症、複婚、奴隷制が主要な課題とされた。教会の持つ社会的ネットワークもまた、政治家が有権者を集めるのに有用に働いた。
各州の候補者の選出は中西部で先行し、一年ほど遅れて北東部でも始まった。元ホイッグ党員の他、民主党を離党して加わった者もいれば、それまで第三党の地位にあった、自由土地党やアメリカ党、ノウ・ナッシングから入党した者もいた。元民主党員の多くは州知事職や連邦議員職を以って遇された。
ニュー・イングランド、アップステート・ニューヨークや北中西部で多数を占めるヤンキーたちが新しい政党の最も強力な支持者だった。とりわけ、敬虔な会衆派教徒や長老派教徒、また南北戦争まではメソジストやスカンジナヴィア系ルター派が共和党を強く支持した。小さな集団ながら堅い結束を誇るクエーカー教徒もまた主に共和党支持だった。対照的に、南部では、セントルイスと自由州に隣接するいくつかの地域を除き、共和党を組織する動きは一切みられなかった。また、典礼派のカトリック教会、米国聖公会、ドイツ・ルーテル教会はほとんどが共和党の道徳主義を拒絶し、信者の多くが民主党に投票した。
1856年2月、共和党はペンシルベニア州ピッツバーグで初めての全国大会を開き、正式に全国政党としての組織を整えた。その年の夏には同州フィラデルフィアで全国大会を開催し、最初の大統領候補としてジョン・C・フレモントを指名した。フレモントは「自由な土地、自由な銀、自由な人間、フレモント」というスローガンで大統領選挙を戦い、敗れはしたものの、党は盤石な支持基盤を見せつけた。ニューイングランド、ニューヨークと北中西部を席巻し、北部の他の州でも力強い存在感をみせた。一方、南部では相変わらずほとんど支持を得られず、むしろ内戦を引き起こす破壊勢力だと声高に非難された。
共和党の結党により、アメリカ政治は第三政党制時代に入り、民主・共和両党の二大政党が対立しつつも、共和党優位の時代となった。ただし、結党から1896年にかけては、2つの政党の間を行き来する著名な政治家は比較的多かった。

## 南北戦争と戦後の再建期

### リンカーン大統領の誕生と南北戦争
1860年の大統領選挙では、遂に共和党初の大統領となるエイブラハム・リンカーンが当選した。これにより、アンドリュー・ジャクソン政権以来、危ういながらも続いてきた、民主党内の南部奴隷制支持派と北部との連携による支配に終止符が打たれた。代わって登場したのは、北部の産業界と農家を基盤とする共和党の支配する新しい時代である。
しかし、リンカーンの大統領当選がきっかけとなって、内戦が現実のものとなった。南部の奴隷州の一部は合衆国から脱退してアメリカ連合国を結成し、1861年3月、サムター要塞を砲撃し、南北戦争の火蓋が切られた。リンカーンは鮮やかな手腕で党内をまとめあげ、戦争を有利に進めたが、より強硬な路線を主張する党内の急進派には手を焼いた。各州の共和党では、ケンタッキー州を除いて奴隷制廃止を受け入れた。議会では、迅速な近代化を進める法案が共和党によって通過し、連邦銀行制度の整備、モリル関税と呼ばれる高い関税、初めての一時的な所得税、多品目に対する個別消費税、「グリーンバック紙幣」と呼ばれる不換紙幣発行、大規模な国債発行、ホームステッド法、鉄道建設、教育支援、農業支援が実施された。
北部の民主党員の大部分は戦争を支持したが、1862年秋にリンカーンが奴隷制度廃止を戦争の目標に加えると、反戦に転じる者も多かった。共和党は、和平を望む民主党員を国家に忠実でない「カッパーヘッド（マムシ）」だと非難し、戦争支持の民主党員（ウォー・デモクラット）をつなぎとめることで1862年の議会選挙で多数派を維持した。1864年の選挙では、ウォー・デモクラットの多くと国民統一党を結成し、やすやすとリンカーンの再選を果たした。戦時中、大都市では上位中産階級が中心となってユニオン・リーグが創設され、資金集めや政治活動を通じて、合衆国（ユニオン）や共和党を支えた。

### レコンストラクション：南部と汚職をめぐる攻防

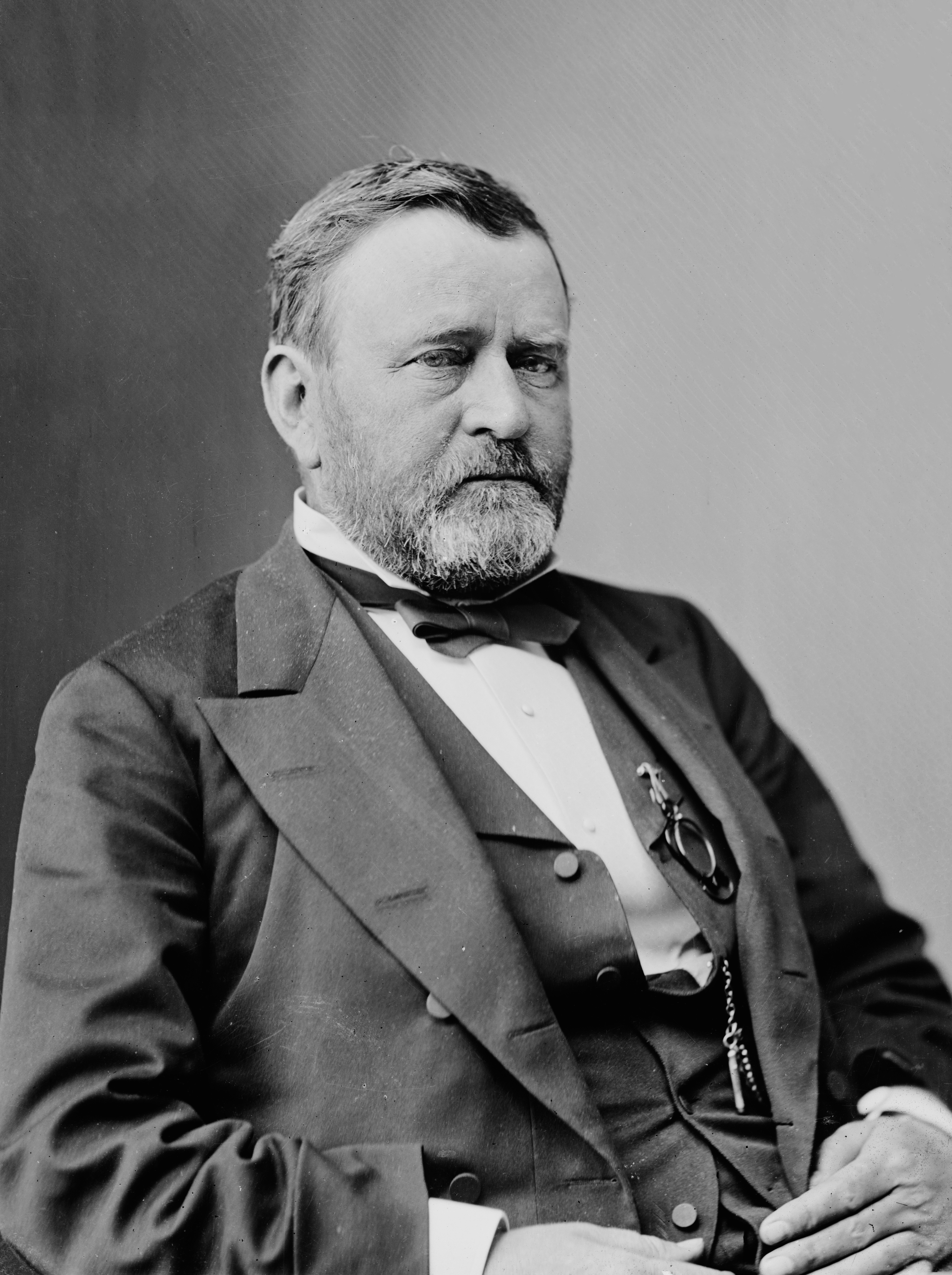
ユリシーズ・グラントは共和党で初めて2期の任期(1869〜77年)を務めあげた大統領となった。

南北戦争が終結し、レコンストラクション（再建）の時代に入ると、旧連合国諸州と解放奴隷の扱いが主要な問題となった。共和党急進派は1864年までに議会を掌握し、より積極的な奴隷制廃止政策と、連合国に対するより厳しい報復措置を要求した。リンカーンは彼らを抑えるのがやっとのことだった。1865年4月、リンカーンが暗殺されると、国民統一党の副大統領アンドリュー・ジョンソンが大統領に昇格した。もともと民主党ウォー・デモクラットのジョンソンを、共和党は当初歓迎した。急進派もジョンソンを自分たちの一員と見なし、南部に対して強硬路線を取るものと期待した。しかし、ジョンソンは急進派とは袂を分かち、共和党穏健派や民主党と緩やかな連携を結んだ。対決は1866年の議会選挙に持ち込まれ、急進派が議会の3分の2を占めるという圧勝を得た。急進派は再建政策を思うままにし、ジョンソンの拒否権を無視して主要法案の可決を進めていった。下院ではジョンソンへの弾劾決議まで可決された（上院の信任を得て職にとどまった）。
1868年のユリシーズ・S・グラントの大統領選出により、急進派は議会のみならず、党、そして軍までをも支配下に置いた。急進派はアメリカ軍の直接的な支援を背に南部を占領して黒人に投票権を与え、解放奴隷やスキャラワグ、カーペットバッガーの票を利用して、南部に頑強な基盤を築こうとした。南部の全域にユニオン・リーグが置かれ、ここを拠点に有権者を組織し、必要とあらばクー・クラックス・クラン（KKK）の攻撃とも戦った。この衝突で双方から何千人もの死者が出た。グラントは南部での急進的な再建計画を支持し、解放奴隷の公民権や選挙権を擁護し、修正第14条を支持した。何よりも、グラントは南北戦争の退役軍人たちの英雄であり、多くが彼の言うことに賛同した。

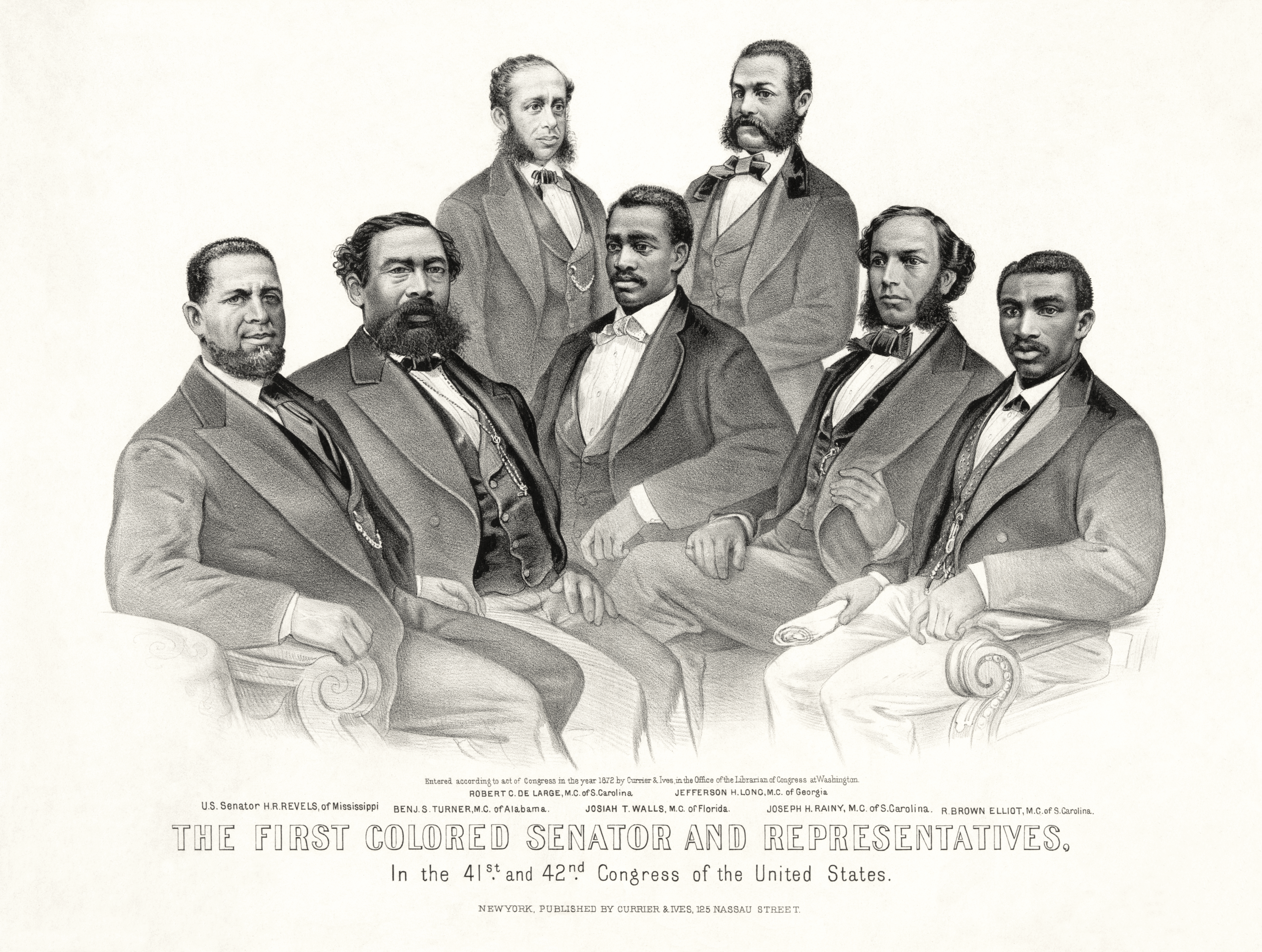
1872年、有色人種として初めて選出された連邦議員たち。左からハイラム・レベルス上院議員（ミシシッピ州）、ベンジャミン・S・ターナー（アラバマ州）、ロバート・C・デ・ラージ（サウスカロライナ州）、ジョシア・T・ウォールズ（フロリダ州）、ジェファーソン・F・ロング（ジョージア州）、ジョセフ・レイニーおよびロバート・B・エリオット（サウスカロライナ州）の下院議員。

しかし、党勢の急拡大は派閥対立をもたらした。何より、この時代は金ぴか時代とも呼ばれ、資本主義の急速な発達とともに金権政治が蔓延し、汚職事件が多発した。ウイスキー汚職事件に象徴される高官の汚職事件に対してグラントが恩赦を与えたことが、対立を加速させた。共和党の創設者や有力紙の編集者たちの多くは反汚職改革運動に加わり、1872年の大統領選挙では、民主党の指名選挙を勝ち抜いたホレス・グリーリーを大統領候補に指名した。大統領選ではグラントが圧勝で再選されたものの、1873年恐慌が民主党を勢いづけた。民主党は下院を支配し、南部保守層による「リディーマー」連合を形成して、時には脅迫や暴力を使ってまで、南部の地盤を絶対のものにした。
1876年の大統領選挙では、共和党候補のラザフォード・B・ヘイズに対し、汚職を批判する民主党候補のサミュエル・ティルデンが善戦し、接戦に持ち込んだ。特に南部の3州からは共和党派と民主党派の2組の選挙人団が送られるという異常事態になり、事態への対応のために選挙委員会が置かれた。結局、ヘイズに勝利を与える代わりに、連邦軍が南部から撤退するという非公式の1877年妥協が合意され、レコンストラクション期は終わりを迎えた。以後、この地域は「ソリッド・サウス」と呼ばれ、事実上、民主党の一党独裁地域として1960年まであり続けた。
人種問題に関しては、歴史家サラ・ウルフォークの表現を借りれば、「白人共和党員も民主党員も黒人票を懇望したが、代わりに黒人を公職に指名することには消極的で、避けようがない時にのみであり、そのような場合にも、より良い地位は白人に与えた。結果は予測される通りだった。このような中途半端な態度は黒人も白人共和党員も満足させられなかったのである。アラバマ州をはじめとする南部での共和党の致命的な弱点は、人種間にまたがる政党を作ることが出来ないという点にあった。そして（南部で）わずかの期間とはいえ権力を掌握していた時にさえ、党員を民主党員のテロ行為から守ることすらできなかった。アラバマ州共和党は、言論の面でも行動の面でも、常に守りに徹するばかりであった。」社会的圧力から、スキャラワグのほとんどは、次第に保守的な民主党系リディーマー連合に加わらざるを得なくなった。少数派は抵抗を続け、「黒褐色」共和党の「褐色」部分を構成し、1877年以後、南部各州で少数派として活動を続けた。南部の一部の州では、白人民主党員の取り込みを模索する「純白」共和党員が「黒褐色」派の排斥を進めたり、影響力を減らそうとした。20世紀初頭に活躍した「純白」共和党の指導者として、1916年と1920年にアーカンソー州知事候補として共和党から指名を受け、共和党全国委員会委員としても長年活動したウォーレス・タウンゼントがいる。

### 1880年代：分裂の危機
1870年代後半以降、政界の腐敗への対応をめぐって、共和党は深刻な分裂に陥っていった。ロスコー・コンクリング上院議員率いる愛党派は猟官制やマシーン（集票組織）を擁護した。これに対し、メイン州のジェイムズ・G・ブレイン上院議員らは資格任用制に基づく官庁改革を唱えて対立し、愛党派からは「混血派」（半分しか共和党員ではないという意）と呼ばれた。1880年共和党全国大会では、愛党派のグラントが前例のない大統領三選を目指したのに対し、ブレインやジョン・シャーマン等が立候補し、誰も過半数を獲得できないまま投票が繰り返された。ようやく36回目の投票で、ブレインとシャーマンは、一部の票を集めていたジェームズ・ガーフィールドの支持に回り、最終的にガーフィールドが候補指名を受け、本選挙で当選を果たした。就任後半年でガーフィールド大統領が暗殺されると、後任には愛党派の副大統領チェスター・A・アーサーが昇格した。ところが、愛党派の期待をよそに、アーサーは官庁改革を実施し、ペンドルトン公務員改革法を成立させて、資格任用制に基づく公務員任用に改めた。
4年後の大統領選挙では、ジェイムズ・ブレインが現職アーサー等を破って候補指名を受けた。しかし、ブレインの汚職スキャンダルが発覚し、これを嫌った共和党内の改革派は離党して民主党候補のグローバー・クリーブランド支持に回り、その当選に寄与した。この時、共和党を離れて無所属、または民主党員となった者たちを「マグワンプ」（アルゴンキン語で「重要人物」の意味）という。
1888年の大統領選挙では、積極的な選挙運動が功を奏し、共和党のベンジャミン・ハリソンがクリーブランドを破って当選した。内戦後、北部の経済は産業、鉄道、鉱山および農業で栄え、都市部も急速に発展した。共和党は高い成長率を持続する政策を推進しており、大規模な政府支出を行い、大企業全般を支援し、金本位制や高い関税を支持し、北部の退役軍人にも多額の年金を約束していた。しかし、1890年、ハリソン政権が成立させた非常に高額なマッキンリー関税は不興を買った。一方で、中小企業の要求に応えようと反トラストのシャーマン法を制定したが、こちらは議会で骨抜きにされてしまった。マッキンリー関税の打撃は深刻で、1890年の中間選挙では民主党に大敗を喫し、ウィリアム・マッキンリー自身も下院議員の座を失った。この勢いに乗り、1892年の大統領選挙では民主党のグロバー・クリーブランドが返り咲きを果たした。

### 宗教・文化対立：敬虔派の共和党と典礼派の民主党
|                                  | 民主党 | 共和党 |
| -------------------------------- | ------ | ------ |
| 「移民」                         |        |        |
| アイルランド系カトリック         | 80     | 20     |
| 全カトリック                     | 70     | 30     |
| ドイツ系ルター派信仰告白派       | 65     | 35     |
| ドイツ系改革派                   | 60     | 40     |
| フランス領カナダ系カトリック     | 50     | 50     |
| 非信仰告白派ドイツ系ルター派     | 45     | 55     |
| イギリス領カナダ系               | 40     | 60     |
| イギリス系                       | 35     | 65     |
| ドイツ系少数派                   | 30     | 70     |
| ノルウェー系ルター派             | 20     | 80     |
| スウェーデン系ルター派           | 15     | 85     |
| ノルウェー系ハウゲ派             | 5      | 95     |
| 北部系「原住民」（初期入植者等） |        |        |
| クエーカー                       | 5      | 95     |
| フリーウィル・バプテスト         | 20     | 80     |
| 会衆派教会                       | 25     | 75     |
| メソジスト                       | 25     | 75     |
| バプテスト                       | 35     | 65     |
| 黒人                             | 40     | 60     |
| 長老派教会                       | 40     | 60     |
| 米国聖公会                       | 45     | 55     |
| 北部に住む南部系「原住民」       |        |        |
| ディサイプル教会                 | 50     | 50     |
| 長老派教会                       | 70     | 30     |
| バプテスト                       | 75     | 25     |
| メソジスト                       | 90     | 10     |

この時代、外交問題が政争の種となることは稀であり（共和党が賛成し、民主党が反対したハワイ併合を除く）、それより遥かに重要視されていたのは文化的問題、特に宗派と結びついたアルコールをめぐる問題や外国語学校問題だった。前述の通り、当時、信仰と支持政党は強く結びついていた。北部では有権者の約半数が敬虔派プロテスタント（メソジスト、会衆派教会、長老派教会、スカンジナビア系ルーテル教会等）であり、共和党と緊密に結びついていた。敬虔派は社会から犯罪を撲滅することが教徒の義務と考え、政府は飲酒のような社会の罪をなくすためにあるべきだと主張していた。対照的に、有権者の4分の1以上を構成する典礼派、特にカトリック、米国聖公会とドイツ系ルーテル教会は民主党を支持し、敬虔派の道徳主義、特に禁酒法からの保護を求めていた。階級構造については、両党ともに階層を越えて支持を集めてはいたが、低所得者層には民主党支持が多かった。
1860年から1912年にかけて共和党は、民主党にまつわる「ラム酒、ローマ主義、乱逆」（"Rum, Romanism, and Rebellion"）の印象を有効に用いた。「ラム酒」とは酒造業者と酒場経営者を指し、共和党の大きな支持基盤である禁酒支持者からは強い嫌悪を抱かれていた。「ローマ主義」とはローマ・カトリック、特にアイルランド系アメリカ人を指し、彼らは大都市ではどこでも民主党を牛耳っており、共和党からは政治的腐敗の象徴として非難されていた。「乱逆」とは1861年に独立を試みた連合国諸州の民主党と、カッパーヘッドと呼ばれた南北戦争反対派の北部民主党員を意味した。
19世紀末から20世紀初頭にかけて、禁酒に関する政治的論争は過熱し、禁酒法に反対する「ウェット」な民主党と、賛成する「ドライ」な共和党との間における主な論点となった。ほとんどの州において国民投票が行われ、ついに1918年には国による規制法が成立した（1932年に廃止）。
しかし、人口動態は民主党に味方していた。というのも、新しい移民のうち、多数を占めたドイツ系やアイルランド系カトリック信者はほとんどが民主党支持であり、共和党支持のイギリス系やスカンジナビア系を圧倒していたからである。また、禁酒運動に反対する「ウェット」な共和党員（特にドイツ系アメリカ人）は憤激して離反行動を取り、1890年から92年にかけての中間選挙および大統領選での民主党圧勝に寄与した。

## 進歩主義時代：共和党優位の継続

### 1893年恐慌と共和党優位の復活

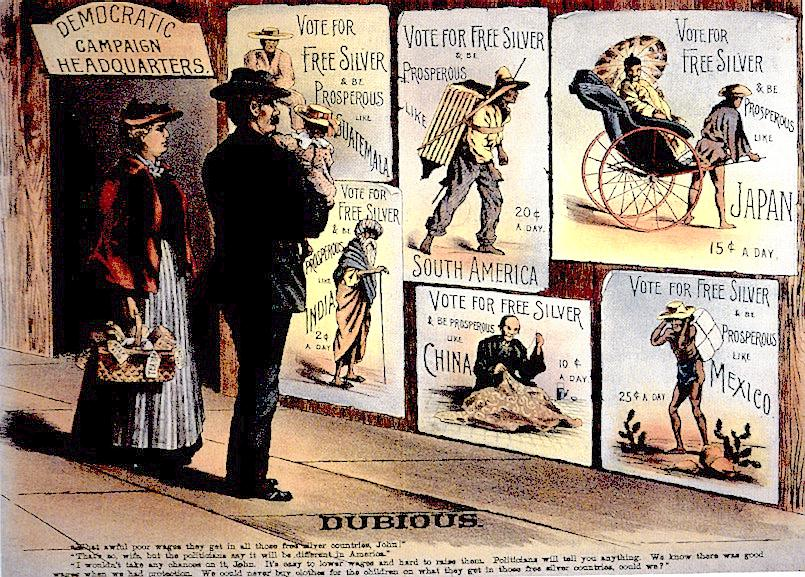
1896年に発行された銀貨鋳造自由化に反対する共和党のポスター。

1893年恐慌の発生と、これに誘発された1894年の炭鉱や鉄道労働者の暴力的なストライキ（プルマン・ストライキ）の頻発に民主党政権は大打撃を受けた。この結果、1894年アメリカ合衆国下院選挙では共和党が結党以来最大の地すべり的勝利を収め、進歩主義時代（政治モデルとしては第四政党制時代）の始まりを告げた。この時代の大統領はほぼ共和党によって占められ、例外は唯一、民主党のウッドロウ・ウィルソン（在任1913〜21年）だけだった。
1896年の大統領選挙では、状況は共和党優勢ではあったが、金本位制維持を主張する共和党候補のウィリアム・マッキンリーに対し、銀貨鋳造自由化を唱える雄弁な民主党候補のウィリアム・ジェニングス・ブライアンが激戦を繰り広げた。この選挙では現代に通じる新しい選挙戦略が多く用いられ、選挙の歴史において画期とみなされている。マッキンリーは高率の保護関税こそが1893年恐慌以来の苦境を終わらせられると主張し、共和党はすべての人々に利益をもたらすという、ある種の多元主義的政策を約束した。マッキンリーは多元主義を唱え、繁栄はすべての民族集団や宗派集団によって享受されなければならないと主張した初めての大統領だった。彼は民主党候補のブライアンを危険な急進派であると攻撃し、その主張である「銀貨鋳造自由化」及び銀16対金1の比率での金銀複本位制計画は経済を崩壊させると非難した。マッキンリーの主要な支持基盤は金融業界、鉄道業界、産業界および中産階級で、「企業の党」として党をしっかりとまとめあげた。マッキンリーの選挙対策委員長であるオハイオ州のマーク・ハンナは企業献金を集めるための入念な計画を立案し、ブライアン陣営よりはるかに多い資金を集めた。
共和党による進歩主義政策は、州や地方レベルでも推進された。最初の改革派市長として注目すべきヘイゼン・S・ピングリーは、デトロイトの市長を1890年から97年まで務め、96年にはミシガン州知事に選出された。ニューヨーク市では共和党と無所属の改革主義者が協同してタマニー・ホール市長に立ち向かい、セス・ロウ（在任1902-03年）を選出した。サムエル・M・ジョーンズは、初め、1897年に共和党候補としてトレド市長に選ばれたが、次の選挙では党から指名を拒否されたため、無所属として再選された。共和党所属の自治体首長の多くは、マーク・ハンナの範に従い、全国市民連合の活動に積極的に関わり、都市での改革を推進し、経済に悪影響を及ぼすストライキを回避しようとした。

### 1900年代：ルーズベルトとタフト

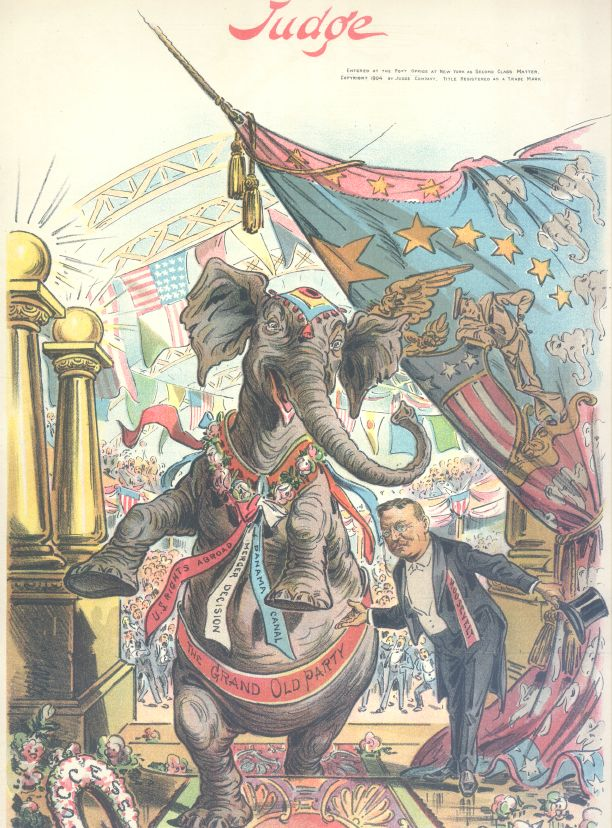
セオドア・ルーズベルトは1904年大統領選挙で共和党に圧勝をもたらした。

1901年、再選されたマッキンリーの暗殺後に大統領職を引き継いだセオドア・ルーズベルトはこの時代を代表する人物となった。T・ルーズベルトは独占禁止法を制定する等、マッキンリーの企業優遇策を部分的に改め、党内保守派から批判を受けた。1904年の大統領選挙では、共和党候補の座をめぐって、マッキンリー政権の黒幕マーク・ハンナ上院議員がルーズベルトに挑んだが、2月にハンナが病死し、ルーズベルトがマッキンリーの政策を継承すると誓約したこともあり、共和党候補の座を手に入れ、たやすく勝利を収めた。しかし、保守的なジョセフ・ガーニー・キャノン下院議長にはハンナ以上に手を焼いた。ルーズベルトの立法面での業績は限られたもので、わずかに鉄道規制（ヘップバーン法）や純食品・薬品法の成立を成し遂げた程度であった。司法面での成果はもう少し充実しており、反トラスト訴訟を起こし、ノーザン・セキュリティーズとスタンダード・オイルのトラスト解体に成功した。ルーズベルトは任期の最後の2年間で左傾化し、「公正取引政策」を提案したが、目玉政策を通過させることはできなかった。ルーズベルトが最後に成功したのは後継者の指名で、ウィリアム・ハワード・タフト陸軍長官を後任に指名し、タフトは1908年アメリカ合衆国大統領選挙で再びブライアンを容易に破った。

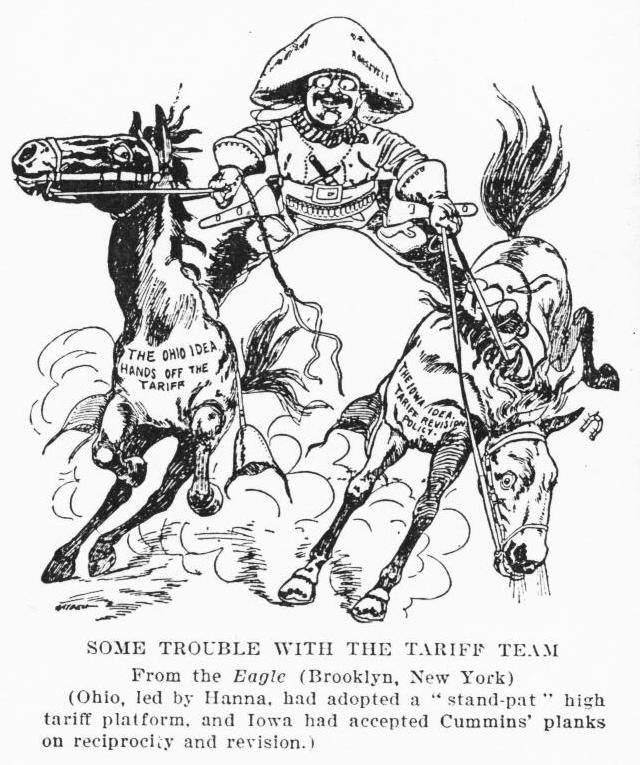
関税問題によって分裂するのを見守るばかりのルーズベルト大統領

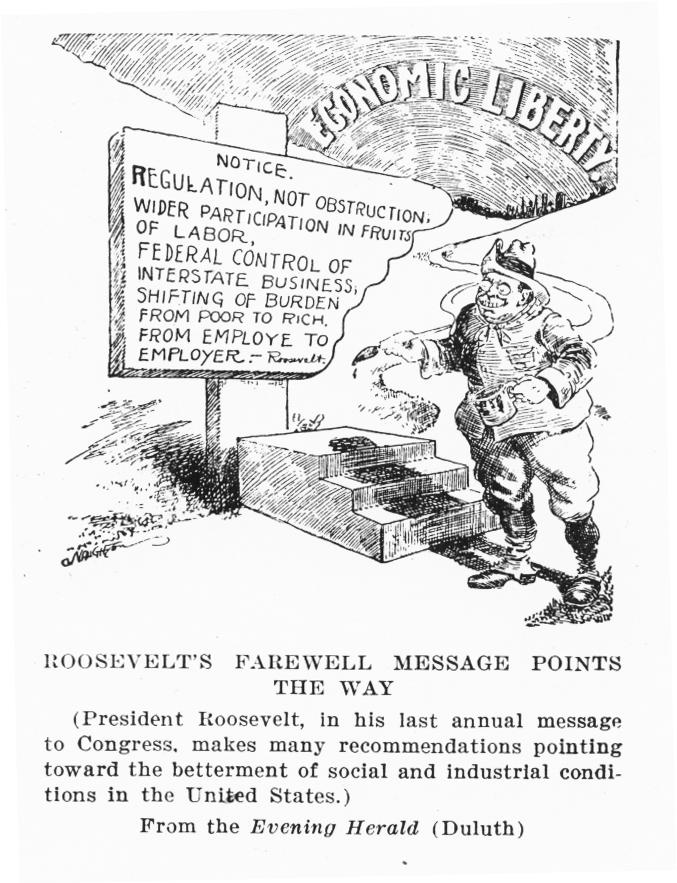
セオドア･ルーズベルトの1908年の退任演説では進歩主義的目標が掲げられたが、関連法案は議会を通過しなかった。

共和党を分裂させたのは、またも関税の問題だった。タフトは就任早々、T・ルーズベルトが先送りした関税問題に正面から向かわざるを得なかった。ネルソン・W・オルドリッチ率いる東部の守旧派は工業製品（特に毛織物）に対する高い関税を要求していたが、中西部は低い関税を求めた。オルドリッチは策を弄し、ペイン・オルドリッチ関税法を通過させたが、農産物の関税を下げたため、農家を憤慨させた。ジョージ・ノリスの先導で立ち上がった中西部の人々はキャノン議長率いる守旧派に対して反旗を翻した。保守派と反対派の対立に助けられ、1910年アメリカ合衆国下院選挙では民主党が勝利し、下院を支配下に置いた。
1912年の大統領選挙では、ルーズベルトがタフトと決裂し、三選を目指したが、タフトの方が上手で、指名を獲得した。ルーズベルトは側近を連れて党大会を退席し、新政党「進歩党」（別名ブル・ムース党）を結成して本選挙に出馬した。党幹部でルーズベルトと行動を共にしたのは、カリフォルニア州のハイラム・ジョンソン上院議員等、わずかだった。この分裂により、民主党のウッドロウ・ウィルソンは選挙で圧倒的な勝利をおさめ、共和党優位の時代は一時的に中断した。
ウィルソンは企業を保護していた高率関税を引き下げ、より強化された反トラスト法（クレイトン法）や、鉄道労働者の賃金引き上げ等を実施した。欧州で勃発した第一次世界大戦に対して、政権第一期では中立を保ち、中立継続を掲げて再選を果たしたが、第二期中の1917年に遂に参戦し、多くの兵と戦費を注ぎ込んだ。戦後のアメリカでは孤立主義への回帰を求める世論が強く、ウィルソンも起草に関わった国際連盟設立を含むヴェルサイユ条約の批准は議会で否決された。国内ではストライキや暴動が荒れ狂い、1920年の大統領選挙・議会選挙は共和党の圧勝に終わった。更に追い風となったのは1919年に成立した禁酒法である。この年、ボルステッド法とアメリカ合衆国憲法修正第18条が成立し、飲用アルコールの製造販売が連邦規模で禁止された。このことはドイツ系やアイルランド系等、一部の民主党議員の離反を生み、1920年以降の共和党の大勝に寄与した。

### 1920年代：企業優遇策と空前の繁栄
1920年代を通じて共和党は政権を維持し、国際連盟反対、高率の関税、企業優遇策をとり続け、アメリカに空前の繁栄をもたらした。1920年、1924年、1928年の大統領選挙では、共和党候補のウォレン・ハーディング、カルヴィン・クーリッジ、ハーバート・フーバーがそれぞれ危なげなく勝利した。1920年代初頭に起きた、海軍備蓄石油の放出を巡る汚職、ティーポット・ドーム事件は政権と共和党に打撃を与えたが、ハーディング大統領が急死し、クーリッジは全ての責任をハーディングに帰したため、反対派は勢いを失った。1924年の選挙では、ロバート・M・ラフォレット・シニア上院議員が離反行動に出たが、クーリッジの圧勝を阻止することはできず、離党運動は空中分解した。

## ニューディール連合との対決

### 1929年の大恐慌と共和党優位の終焉
1929年、ウォール街で株が大暴落し、大恐慌が始まった。生来行動派だったフーバー大統領は、彼なりに最善を尽くして救済策の実施を試みたが、自らが信じるところの「共和党の原則」に固執したため、連邦政府が私企業救済に対して直接乗り出すことはなかった。1930年の中間選挙では民主党が躍進し、ウィルソン政権以来初めて、議会の議席数を共和党と同数にし（議会の支配はできなかった）、1932年の大統領選挙では、遂に民主党のフランクリン・D・ルーズベルトに対してフーバーが惨敗を喫した。それまで共和党の硬い地盤であった北部の大都市も、この選挙で初めて、民主党に明け渡された。アメリカ政治は民主党優位の第五政党制時代に移り、この後約30年間、F・D・ルーズベルトに始まるニューディール連合がアメリカの政治を支配し、共和党が政権にあったのは、ドワイト・アイゼンハワーが大統領を務めた2期だけであった。。
F・D・ルーズベルトは1933年に政権に就くと、電光石火の早さでニューディール法案を通過させた。1934年の中間選挙では、共和党は上院の議席数を10減らして25席に留まったのに対し、民主党が71人の上院議員を当選させた。下院の議席数もまた同様だった。議会を完全に掌握したルーズベルトが進めた急進的な第二次ニューディール政策は、共和党からは階級闘争的で社会主義的であるとして激しく批判された。政権の繰り出す法案の量と、それをまったく食い止められない現状に、共和党内には「ホワイトハウスのあの男」に対する敵意や、時には憎悪までもが渦巻いた。
1936年の大統領選挙に向けて、共和党内では穏健派のカンザス州知事のアルフレッド・ランドンが若い党員の支持を集め、ハーバート・フーバーの派閥を破った。ランドンはニューディール政策の大部分を支持していたが、選挙運動が十分効果的でなかったこともあり、本選挙ではルーズベルトに大敗した。新聞社の大半は共和党穏健派のランドンを支持していた。しかし、アメリカの上位15都市において、社説でランドン支持を表明した新聞が発行部数の70%を占めていたのに対し、実際の選挙ではルーズベルトが69%の票を獲得した。ルーズベルトは大手紙を無視し、ラジオを通じて有権者に直接訴えたのだった。この選挙でルーズベルトは、旧来からの民主党員とともに、活気を取り戻した労働組合や、都市部のマシーン（集票組織）、そして公共事業促進局のおかげで、全国48州のうち46州で勝利した。政界の変化は確たるものとなった。1928年以降、共和党は下院で178議席、上院で40議席、そして19州の知事を失い、わずかに下院89議席と上院16議席を有するのみとなり、民主党の現職議員に勝利したのはマサチューセッツ州選出のヘンリー・カボット・ロッジ・ジュニア上院議員だけだった。

### 1930年代：保守派と革新派の党内対立
野党に転落した共和党は、1936年以降、保守派（西部・中西部で有力）と革新派（北東部で有力）に分裂し、いずれも党の伝統である共和主義を掲げつつ、鋭く対立した。
共和党には、結党以来、主要な一角としてリベラル派がいた。20世紀初頭にこの一派を代表する人物としては、1907年から12年にかけてのセオドア・ルーズベルト大統領や（それ以前はより保守的）、ウィスコンシン州のロバート・M・ラフォレット・シニア上院議員（息子たちによって1946年頃まで引き継がれる）や、西部の幹部たち、カリフォルニア州のハイラム・ジョンソン上院議員、ネブラスカ州のジョージ・W・ノリス上院議員、ニューメキシコ州のブロンソン・M・カッティング上院議員、モンタナ州のジャネット・ランキン下院議員、アイダホ州のウィリアム・ボーラ上院議員等があげられる。彼らは一般的に自由主義者な国内政策を掲げ、労働組合やニューディール政策の大半を支持したが、外交政策では孤立主義を主張した。
1930年代以降は、北東部の共和党員の多くがリベラルな立場を取った。代表的な人物として、ニューヨーク州のトマス・E・デューイ知事（1944年と48年の大統領選における共和党候補）、ニューヨーク市の フィオレロ・ラガーディア市長、カリフォルニア州のアール・ウォーレン知事、ニュージャージー州のクリフォード・P・ケース上院議員、マサチューセッツ州のヘンリー・カボット・ロッジ・ジュニア上院議員、コネチカット州のプレスコット・ブッシュ上院議員、ニューヨーク州のジェイコブ・ジャヴィッツ上院議員、ペンシルベニア州のウィリアム・スクラントン知事、ミシガン州のジョージ・W・ロムニー知事等があげられる。
この時代のリベラル派は一般的に、自由市場経済を支持しつつも一定の規制の必要性も認め、労働組合を支持し、ニューディール政策のほとんどを支持した。経済成長と州政府・連邦政府の財政出動を支持し、高率の税や規制を認めたが、民主党よりも自分たちのほうが効率的に政府を運営できると主張した。特に民主党が大都市に展開し、汚職の温床となっている集票組織を批判し、行政の効率性や、より効果的な景気刺激策を求め、企業と労働組合の双方から支持されることを目指した。そして、外交政策では国際主義を唱えた点で、以前の共和党リベラル派と異なっていた。
他方、オハイオ州選出のロバート・タフト上院議員を代表とする共和党保守派は、ニューディール改革に正面から反対し続け、外交面でも不干渉主義を唱え続けた。西部は分裂し、そして南部は未だに民主党の牙城だった。
民主党でも、ルーズベルト大統領等革新派が党内の保守派との対立を深めていっていた。特に1937年に司法制度手続改革法によって、最高裁判所の判事を増員しようとした計画は多くの反発を招いた。1938年初頭の大規模な景気後退により、全国各地で大規模なストライキが行われ、この影響と司法制度改革の失敗の影響により、1938年アメリカ合衆国下院選挙では共和党が75議席を回復した。南部出身者を中心とする保守的な民主党員は、ロバート・A・タフト上院議員率いる共和党保守派と協力関係を結び、保守連合を結成して、1964年まで議会における国内政策の決定権を握った。

### 1940年代：第二次世界大戦から戦後期
1939年から41年にかけて、共和党内部では第二次世界大戦におけるイギリスへの支援をめぐり、激しい議論が交わされた。ヘンリー・スティムソンやフランク・ノックスのような国際主義者たちはイギリス支援を主張し、ロバート・タフトやアーサー・ヴァンデンバーグのような孤立主義者は、そのような支援は賢明ではなく、そもそも憲法に違反するとして強く反対した。孤立主義者は超党派でアメリカ優先委員会を結成した。
1940年の大統領選挙に向けて、共和党では、まったく無名のウェンデル・L・ウィルキーが土壇場で候補指名を獲得した。ウィルキーはニューディール政策の非効率性を唱え、慣例を破って三選を目指そうとするルーズベルトを攻撃したが、大戦への不参戦を約束したルーズベルトの前に敗れた。
1941年の日本の真珠湾攻撃は孤立主義者と国際主義者との間の論争を棚上げにし、アメリカは大戦に参戦した。1942年の中間選挙で共和党は民主党の優位を更に切り崩した。戦争の需要から経済は繁栄し、保守連合によってニューディールの公的扶助政策の大半が廃止された。
1944年の大統領選挙では明らかに体力の衰えていたルーズベルトが四選を果たしたが、共和党候補でリベラル派のトマス・E・デューイ・ニューヨーク知事も善戦し、1948年の大統領選挙でも候補指名を獲得した。
1945年、ルーズベルトが四期目開始早々に死去すると、後を継いだのは、より右寄りのハリー・S・トルーマンだった。ルーズベルトが任命した閣僚のほとんどを入れ替えて始まったトルーマン政権だったが、1945年から46年にかけて失策が続き、不安が広がった労働者団体はストライキを頻繁に行った。この混乱は共和党に追い風となった。46年の議会選挙では、共和党が「もう結構？」と「過ちはトルーマンの常」（"To Err is Truman"、to err is human （過ちは人の常）ということわざのもじり）いう標語を掲げて、1928年以来初めて多数派を取り戻し、下院議長にジョーゼフ・ウィリアム・マーティン・ジュニアを選出した。
1947年、共和党は労使間の権利のバランスを図ることを目指し、タフト・ハートレー法を成立させた。その後、1950年代にかけてこの法律は選挙で中心的な課題であり続けたが、労働組合がこれを廃止に持ち込むことはできなかった。
1948年、共和党の左右への分裂を利用すべく、トルーマンは大胆にも臨時議会を招集し、共和党保守派が成立を阻止することを知りつつ、敢えてデューイの公約と一致するリベラルな法案を大量に送り込んだ。その上でトルーマンは、共和党の「無為無策議会」が国家の抱えるあらゆる問題の元凶と攻撃した。本選挙でトルーマンは、得票数にしてわずか200万票差（有効投票数は約4900万票）ながら、選挙人数では303票対189票とし、デューイと共和党を打ちのめした。

### 1950年代：アイゼンハワーとニクソン

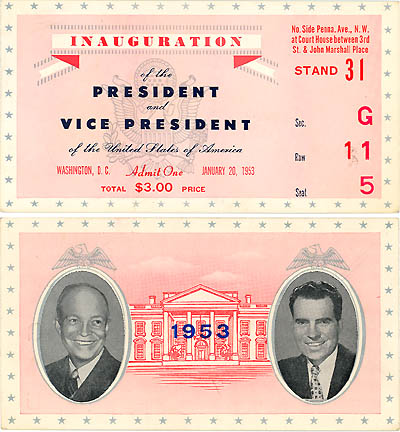
1953年、24年ぶりの共和党大統領の就任となったアイゼンハワーとニクソン正副大統領

大戦後、保守派の孤立主義者たちは国際連合に頑強に反対し、共産主義拡大への反対運動にも乗り気ではなかった。彼らの考えでは、反共の砦となることは、国内での政府の支配・統制を強めることにつながるからであった。
1952年の大統領選挙で、共和党内の国際主義派は、保守派の領袖ロバート・タフトの孤立主義的外交政策に対抗するため、国際主義者でデューイ派に近かった、第二次大戦の英雄でNATO軍最高司令官ドワイト・D・アイゼンハワー将軍の擁立を目論み、ヘンリー・カボット・ロッジ・ジュニア率いる小さな派閥がその説得に成功した。タフト派の支配下にある各地の共和党の影響力を削ぐために、アイゼンハワー派は全国に「アイゼンハワーを支持する市民」という草の根団体を立ち上げた。この団体は中道・国際主義政策を支持する改革派を増やすことで共和党の復興を目指すもので、アイゼンハワー以外には特に支持する候補を挙げず、地元に密着した勧誘活動や小規模集会を展開して民主党員や無所属の人々も歓迎し、アイゼンハワーの勝利に結びつけた。アイゼンハワーの大統領就任は20年に及んだ民主党のホワイトハウス独占を打ち破り、2期続いた。
アイゼンハワーはデューイやロッジ等穏健派の政策を取り、ニューディール政策を巻き戻そうとはせず、むしろ社会保障制度の充実と州間高速道路網の整備を実施した。一方、党関連の業務（全国委員会の運営や党の顔としての演説や資金集め等）については、多くの大統領とは異なり、基本的に副大統領のリチャード・ニクソンに任せていた。当選後のアイゼンハワーは「支持する市民」にもほとんど関心を向けなくなり、団体は当初の勢いを失った。伝統的な共和党員は彼ら新参者に疑いと敵意を向け、この運動が共和党そのものを盛り上げていく動きに発展することはなかった。

## 保守化による党勢回復

### 1960年代前半：ゴールドウォーターと共和党の保守化
ニクソンはアイゼンハワーの後を継いで1960年の大統領選挙に出馬したが、僅差で民主党のジョン・F・ケネディに敗れた。中道派で党内を上手くまとめてきたニクソンが力を失ったことで、穏健派（革新派）と保守派の党内対立が再び激化し、1964年の大統領候補指名選挙の場で正面から激突した。
1960年代以降、共和党穏健派を取りまとめていたのは、ニューヨーク州知事のネルソン・ロックフェラーで、穏健派はメディアからしばしばロックフェラー・リパブリカンと呼ばれた。ロックフェラーは1959年から74年までニューヨーク州知事を勤め、多くの信奉者を集めていた。ロックフェラー・リパブリカンは、穏健または革新的な国内および社会政策を主張した。公民権運動を非常に強く支持し、規制や公的扶助制度を含めてニューディール政策を支持しつつも、自分たちのほうがより効率よく政策を実行できると主張した。ロックフェラーは働くことのできる生活保護受給者には、何でもよいから職に就くか職業訓練を受けることを要求した。一方、宗教や禁酒などの社会問題はもはや高い優先順位を持っていなかった。
財政政策では予算の均衡を主張し、その維持のために比較的高率の税制を支持した。減税ではなく、起業家精神を通しての長期的な経済成長を模索していたのである。外交政策では国際主義であり、また反共主義だった。共産主義に対抗するための最善の方法は、対外援助を通じて経済成長を促し、強い軍事力を維持し、NATOとの緊密なつながりを維持することだと考えていた。州レベルの政策では、州立大学を強く支持し、低廉な授業料と潤沢な研究予算を主張した。高速道路網整備のようなインフラストラクチャー強化も支持した。地理的には、ペンシルベニア州からメイン州までの北東部を支持基盤としていた。大企業や銀行の支持を受け、特にウォール街（ニューヨーク市）の大企業から強い支援を受けていた。同時に労働組合とも良好な関係を築いていた。
対する保守派を率いたのは、アリゾナ州選出のバリー・ゴールドウォーター上院議員であった。共和党保守派はニューディール政策に強く反対し、減税や公的扶助制度の縮小等、小さな政府を主張した。外交政策では孤立主義や封じ込め政策は否定したが、国連に反対し、攻撃的な反共政策を提唱した。地理的には中西部から西部を支持基盤にしており、1950年代からは南部でも支持を伸ばした。そして、歴史的に党の主導権を握ってきた北東部の穏健派を「東部の体制側」と呼んで激しく攻撃した。
1964年の大統領選挙に向けて、ロックフェラーとゴールドウォーターは共に指名獲得を目指して立候補した。争いは激しかったが、最大の州カリフォルニアの予備選挙において、ロックフェラーの再婚を巡るスキャンダルの影響から、僅差でゴールドウォーターがロックフェラーに勝利し、ロックフェラーは予備選挙から撤退した。本選挙では民主党の現職大統領リンドン・ジョンソンに大敗し、議会選挙でも全国的に共和党の古参議員の多くが敗北した。しかし、長らく民主党の牙城であったディープサウス（保守的な南部）で民主党からの離反が進んだことから、南部ではゴールドウォーターが5つの州を獲得するという、共和党としては1872年以来最大の勝利を上げた。
選挙後も、民主党がリベラル色を強めていった影響もあり、共和党内では次第に保守派が台頭し、穏健派は弱体化していった。ロックフェラーは1968年にも大統領候補を目指したが、リチャード・ニクソンに敗れた。中道派のニクソン大統領は、穏健派の政策の多く、特に医療や社会福祉への支出、環境保護、芸術や人道支援などの政策を採用した。ロックフェラーはニクソン辞任後の74年から77年までジェラルド・フォード大統領の副大統領を務めたが、フォードの退任とともに政界を引退した。ロックフェラーの引退後、穏健派は「穏健派共和党員」と呼ばれることが多くなり、一方の保守派はロナルド・レーガンの元に集結していった。穏健派のうち、チャールズ・グッデル上院議員やニューヨーク市のジョン・リンゼイ市長などは民主党に移籍し、その他の多くは次第に引退を余儀なくされた。1980年にイリノイ州のジョン・B・アンダーソン下院議員が共和党を離党し、レーガンに対抗して無所属候補として大統領選挙に出馬したのを最後に、共和党内のリベラル派は消えていった。かつて彼らが支配した北東部は、今ではほとんど民主党の地盤となっている。
穏健派の衰退の一因として集団が頭でっかちなだったことを指摘する声もある。穏健派には、よく目立つ国政レヴェルの幹部の数に比べて、草の根で活動するメンバーが不足していた。何より、保守派のように大衆の熱狂的支持を集める力を欠いていた。穏健派にとって保守派がかきたてようとする熱狂は反アメリカ的に感じられた。ロックフェラーの上級補佐官であったダグ・ベイリーは次のように回想している。「（ロックフェラーの）選挙スタッフ内には、『いいかい、我々はこんなに金を持っている。これを成し遂げるのに必要な人間は買えるはずなんだ。上から順番に買えばいい』というような意識があった。」ベイリーによれば、ロックフェラー陣営は、効果的な政治組織がトップダウン式ではなくボトムアップ式に力を獲得するものだということを、最後まで理解しなかった。

### 1960年代後半〜1970年代：ニクソンの再挑戦
1960年代、ベトナム戦争は泥沼化、都市部では公民権運動や反戦運動がしばしば暴動に発展し、南部では公民権法や人種統合政策に反発して民主党員が離反、そしてジョンソン大統領の「偉大なる社会」政策によってニューディール時代がよみがえるという希望も打ち砕かれ、ニューディール連合は崩壊した。1968年の大統領選挙では、再挑戦をかけて出馬したニクソンが、旧来は民主党の地盤であった南部諸州の白人保守層の取り込みを狙い、「南部戦略」を積極的に推し進めた。急速に都市化の進む南部の都市部およびその近郊の保守層・中道層に向けて、ジョンソンの「偉大なる社会」政策を批判し、公民権問題に関しては州政府への連邦政府の介入を防ぐとし、暴徒化する公民権運動や反戦運動を引き合いに、法と秩序の回復を訴えたのである。結局、民主党内の分裂にも助けられて、ニクソンは民主党のヒューバート・ハンフリーと、人種隔離政策を掲げる元民主党のジョージ・ウォレスに勝利した。民主党内の混乱は継続し、1972年の大統領選挙では反戦派のジョージ・マクガヴァンが候補に指名されたが、選挙活動の足並みも揃わず、ニクソンが49州を獲得するという大勝利で再選された。
しかし、ウォーターゲート事件の発覚によりニクソンの名声は地に落ち、1974年には辞任に追い込まれた。長い時間をかけて共和党が取り戻しつつあった優勢はこのスキャンダルによって一旦中断された。ニクソンの後任ジェラルド・フォードはニクソンに恩赦を与え、民主党に格好の攻撃対象を提供した。スキャンダル批判を武器に、民主党は1974年の中間選挙で勝利した。フォードは完全に勢いを取り戻すことはできず、1976年の大統領選挙では、共和党大会でロナルド・レーガンを破るのがやっとだった。本選挙では、ウォーターゲート事件の余波と経済危機を追い風に、ワシントンずれしていない新参者というイメージを全面に出した民主党のジミー・カーターが勝利し、議会選挙でも民主党が大勝した。

### 南部の獲得
レコンストラクション期から約1世紀もの間、「南部の白人」は民主党とほぼ同義語であった。アパラチア山脈の一部では共和党が勢力を握り、また境界州（奴隷州であるがアメリカ連合国に加入しなかった諸州）では民主・共和が争っていたものの、「ソリッド・サウス」と呼ばれた地域での民主党の地盤は極めて強固であった。1948年以前は、南部の民主党員は自党が州の権利を尊重し、伝統的な南部の価値観を認め、南部の生活様式の守護者であると信じていた。そして、自分たちにとって不利な計画を推進する北部の自由主義者や共和党員、公民権運動家を「外部の煽動家」と公然と非難しており、南部の人間が共和党員になるには大きな壁が存在していた。
ところが、1948年の党大会において公民権を強く支持する綱領が採択され、南部の党員は抗議の退場をした。2週間後には、トルーマン大統領によって軍内の人種差別を禁じる大統領令9981号が発令された。ディープサウスの党員は離党して州権民主党（ディキシークラット）を結党し、大統領選挙にはサウスカロライナ州知事ストロム・サーモンド（後に共和党に入党）を候補として指名した。しかしその他の地域の保守党員は党に留まってトルーマンを支持した。ディキシークラットは選挙後解散し、党員は民主党に復党したが、民主党内の南北分裂はその後も続いた。
ケネディ政権において、民主党は公民権運動を推進し始め、1964年、ジョンソン政権下で公民権法が成立するに至って、南部の地盤は決定的に崩壊した。南部の白人は人種統合政策と公民権運動に激しく反発し、州の権限を侵すものであると抗議した。裁判所の判決と64年・65年の公民権法によって人種隔離が違法とされても、民主党のアーカンソー州知事オーヴァル・フォーバスやジョージア州知事レスター・マドックス、特にアラバマ州知事ジョージ・ウォレス等の強硬派は人種統合に抵抗した。これらのポピュリスト的な知事を支持したのは、経済政策では民主党を支持するが、人種隔離政策廃止には反対する比較的低学歴のブルーカラーであった。
しかし、実際のところ、この頃までに南部もアメリカのその他の地域と同じようになり、人種隔離政策を続けることはできなくなっていた。近代化によって南部にも工場や全国規模の企業が生まれ、アトランタ等の大都市が成長し、北部から多くの移民が押し寄せ、高等教育の機会も増大した。一方で、綿花と煙草栽培に依存する南部の伝統的な経済は衰退し、農民は都市部に移動するか工場労働者へと転身した。人種別の食堂や宿泊施設を必要とする人種隔離法は、企業経営にとっても重大な障害となっていた。1965年以後、南部のほとんどの人々はほぼすべての場において人種統合政策を受け入れた（公立学校を除く）。
こうして南部の政治問題は、長年支配されてきた人種問題から解放された。
民主党を支持する意味がなくなった南部の白人保守層は、新興中産階級と北部からの移民を支持層としていた共和党へと鞍替えしていった。共和党も党勢回復のために、南部保守層の積極的な取り込みを戦略に据えた。逆に、かつては共和党の支持基盤であったアフリカ系アメリカ人の票は、ニューディール政策や民主党幹部の公民権運動支持によって、次第に民主党へ向かった。1940年には、北部の黒人の多くは民主党に投票するようになっていたが、南部では黒人が民主党から締め出されていた。1963年、連邦裁判所は、民主党の予備選挙においてアフリカ系アメリカ人の票を排除することが憲法に違反しているとの判決を下した。この判決や公民権法によって参政権を取り戻した黒人有権者の85%から90%は民主党の候補者を支持し、このことが人種隔離を支持する白人層を更に共和党へ向かわせた。1969年、政治評論家のケヴィン・フィリップスは著書『強まる共和党の多数支配』（The Emerging Republican Majority）において、他の要因とともに、南部の白人からの支持と南部での勢力拡大により、大統領選挙人を共和党がしっかりと固めつつあると指摘した。
| 政党                                  | 共和党 | 民主党 | 無所属 |
| ------------------------------------- | ------ | ------ | ------ |
| 支持政党(ギャラップ調査)              | 22%    | 47%    | 31%    |
| 連邦議会議員数                        | 181    | 354    |        |
| 下院                                  | 143    | 292    |        |
| 上院                                  | 38     | 62     |        |
| 下院選の全国的な得票率                | 42%    | 56%    | 2%     |
| 東部                                  | 41%    | 57%    | 2%     |
| 南部                                  | 37%    | 62%    | 2%     |
| 中西部                                | 47%    | 52%    | 1%     |
| 西部                                  | 43%    | 55%    | 2%     |
| 州知事                                | 12     | 37     | 1      |
| 州議員                                | 2370   | 5128   | 55     |
| 州議員                                | 31%    | 68%    | 1%     |
| 多数を占める州議会数                  | 18     | 80     | 1      |
| 東部                                  | 5      | 13     | 0      |
| 南部                                  | 0      | 32     | 0      |
| 中西部                                | 5      | 17     | 1      |
| 西部                                  | 8      | 18     | 0      |
| 議会と知事の両方を 掌握している州の数 | 1      | 29     | 0      |

とはいえ、南部が一夜にして共和党の地盤となったわけではなく、その変化は数十年の時をかけて、連邦、州、地域と徐々に進行していった。はじめに、大統領選挙において、南部の州で共和党が勝利するようになった。民主党は対抗戦略の一つとして、南部の州の獲得が幾らかは見込める南部出身者を候補に擁立して成功したこともあったが（1976年のジミー・カーターや1992年と1996年のビル・クリントン）、2000年のアル・ゴアのケースではこの戦略もうまくいかなかった。次いで、連邦議員選挙において、南部の州から共和党の議員が選出されるようになり、最後に知事職や州議会も共和党が優位となっていった。民主党が最後まで守っていたのはジョージア州であったが、遂に2002年、共和党のソニー・パーデューが知事に当選した。共和党は選挙区の区割り再編を推進し、アフリカ系アメリカ人やヒスパニックの票については（公民権法で定められた通り）権利を確保しつつも、民主党支持の白人層を分断し、ほとんどの区で共和党が勝てるような線引きを実施した。2006年、連邦最高裁判所は、2004年のテキサス州における連邦議会議員選挙に際し、トム・ディレイの主導した区割り再編は、ほぼ全て共和党に有利になるよう図ったゲリマンダー（不当改変）であると認めた。
1980年代以降、共和党は、従来の支持層である白人中産階級に加えて、それまではほとんど政治に関心のなかった福音派キリスト教徒（およびルイジアナ州南部などでは保守的なローマ・カトリック教徒）からも多くの支持を集めるようになった。人工妊娠中絶等の社会問題に対する民主党首脳部のリベラルな姿勢に反発し、多くの民主党員が、これらの問題に対して保守的な見解を示している共和党に移籍した。反対に、北東部のリベラル派の共和党員は民主党に移り始めた。
今日、南部は再び州規模の選挙では基本的に不動であり、大統領選挙でもほとんどの場合不動であるが、その投票先は共和党となっている。2004年アメリカ合衆国大統領選挙における出口調査では、南部において有権者の71%を占める白人の間で、ジョージ・W・ブッシュがジョン・ケリーを70%対30%でリードしていた。一方、有権者の18%を占める黒人の間では、90%対9%でケリーがブッシュをリードしていた。南部の有権者の3分の1は自らを白人の福音派とみなしており、彼らの80%はブッシュに投票した。2008年の大統領選挙では、南部の州のうち、フロリダ州、ノースカロライナ州とバージニア州をバラク・オバマが獲得したが、いずれも2010年の中間選挙では共和党が雪辱を果たしている。
2013年、ニューヨーク・タイムズ紙の記者ジャッキー・カルメスは、共和党の支持基盤が、大企業の本社がある北東部から南部や西部の小さな都市へと、劇的に移動しているさまを次のように伝えている。
半世紀の間に、党の基盤は産業の集中する北東部や都心から、南部と西部の街や田園地帯に植え替えられて根付いた。その結果、共和党からは、大衆迎合的で、徴税や政府に反対し、大企業からの要請に応えることにはあまり意欲的ではない、あるいは疑念を抱いてすらいるような保守派が選出されることが多くなった。多くの共和党員の考えでは、大企業というものはしばしば大きな政府と共犯関係にあり、法人税の優遇措置や助成金（彼らが「企業福祉」とみなすところのもの）を守るために、増税や支出強化、時には規制をすら求めるものなのである。

## 小さな政府、そして反共からテロとの戦いへ

### 1980年代：レーガン革命

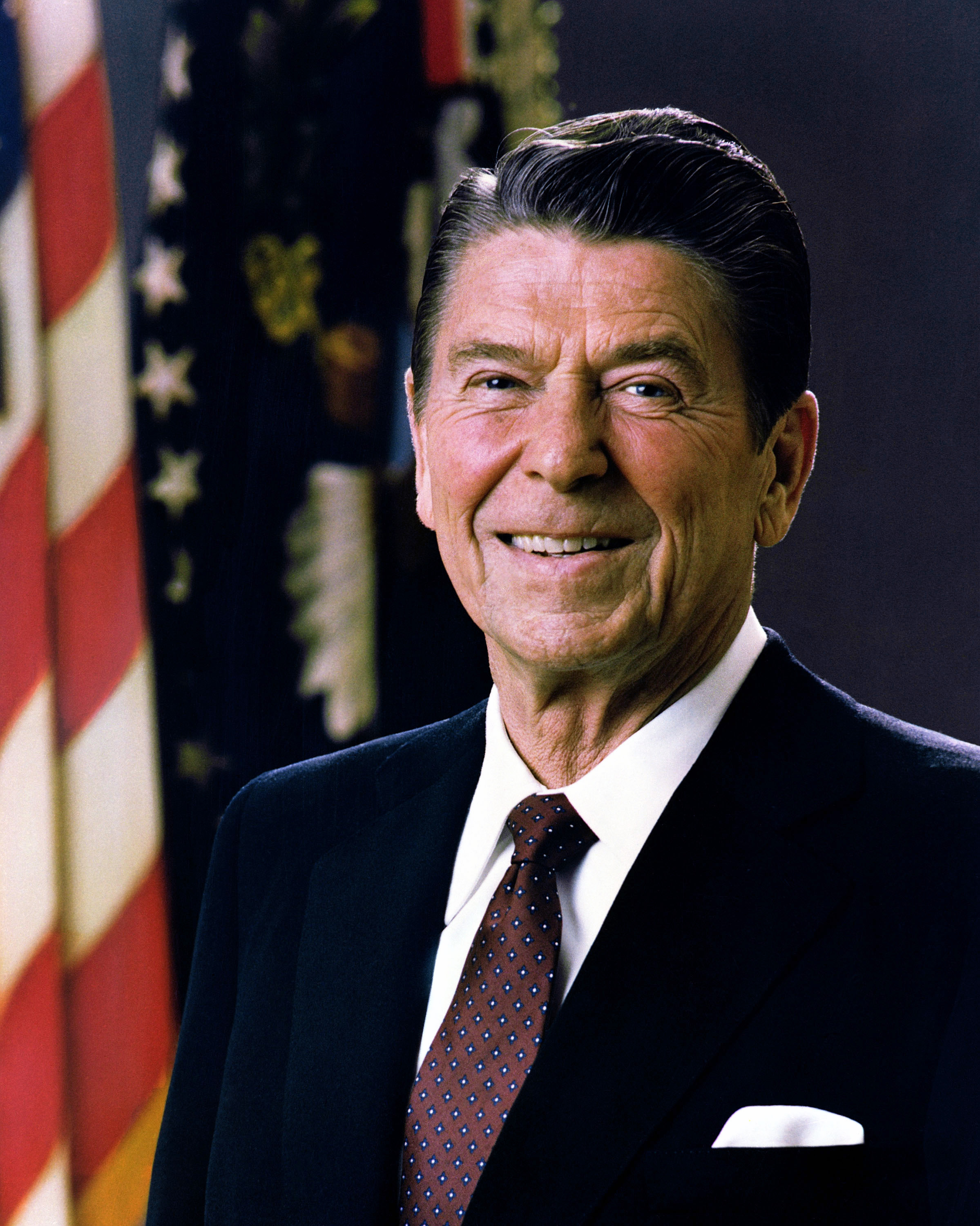
ロナルド・レーガンは1980年の大統領就任とともに「レーガン革命」を開始し、彼が導いた保守派の影響力は今日にまで及んでいる。

1980年の大統領選挙では、事前の世論調査の結果を裏切り、ロナルド・レーガンが圧勝した。レーガン個人の強い魅力に加え、共産主義の脅威を撃退する「力による平和」と大規模減税による経済活性化を公約に掲げた共和党の前に、現職カーターは為す術がなかった。同時に共和党は数十年ぶりに上院を掌握し、党内での保守派の主導権は盤石となった。
レーガンは1984年の大統領選でも民主党ウォルター・モンデールを相手に圧勝した。80年と84年の連勝により、再び政党の勢力図は塗り替えられた。1980年は、大多数の社会経済集団において民主党が劣勢となり、レーガン連合が結成された。1984年には、レーガンは一般投票で60%近い得票率を得ただけでなく、ほぼ全ての州を獲得して選挙人総数538票のうち525票を押さえるという記録的大勝利をあげた。対抗馬のモンデールが獲得したのは、地元のミネソタ州とコロンビア特別区だけであり、そのミネソタ州でさえ、票差はわずか3761票であった。
政治評論家たちは、レーガンのこれほどまでの圧勝を説明するために、80年と84年の選挙でレーガンに（そして88年にはジョージ・H・W・ブッシュに）投票した民主党支持の有権者のことを「レーガン・デモクラット」と名付けた。そのほとんどは白人のブルーカラーであり、人工妊娠中絶などの社会問題に対するレーガンの保守的姿勢と、タカ派的な外交政策に魅力を感じていた。民主党の世論調査員スタンレー・グリーンバーグの分析によれば、レーガン・デモクラットは、民主党がもはや彼ら中産階級の要求を代弁しておらず、むしろ他の集団、特にアフリカ系アメリカ人や左翼の利益を最重視していると感じていた。
レーガンの登場により、経済再生政策と反共政策を始めとして、ワシントンで長く続いてきた論争のいくつかは流れが根底から代わり、俗に「レーガン革命」と称された。
レーガン政権の経済政策はレーガノミクスと称された。財政面においては、レーガン政権は「野獣を飢えさせよ」政策を唱え、減税によって連邦政府（野獣）の歳入を減らす（飢えさせる）ことによって、強制的に小さな政府を実現しようとした。連邦準備制度理事会議長のポール・ボルカーによる新しい金融政策は、激しいインフレと景気後退を押しとどめ、人々をスタグフレーションへの不満から解放した。超党派の協力体制が戻り、社会保障による財政危機はその後25年間、問題にならなくなった。1984年の大統領選挙では、レーガンは経済再生の立役者として賞賛された。この時にもてはやされた選挙スローガンは「アメリカに朝がまたやって来た！」だった。1986年の税法改正で、所得税の累進度は大幅に緩和され、高所得層の所得税は約25%減税された。
レーガンの支持者は、今日に至るまで、レーガンの政策が空前の経済成長をもたらし、ソビエト連邦の崩壊に拍車をかけたとみなしている。一方、リベラル派は同時代から激しく批判した。批判側は、レーガンが減税と国防費の大幅増額と予算の均衡を同時に成し遂げると約束したにもかかわらず、レーガン政権の8年間に連邦政府の財政赤字が3倍になったと指摘している。レーガンの経済顧問を勤めた当時の行政予算管理局長デイヴィッド・ストックマンは、2009年、「（現在の）債務の膨張は民主党政権による大規模な財政支出によるものではなく、約30年前に共和党が受け入れた、減税に由来する限り赤字は問題ではないという、狡猾かつ危険な考え方から来ている」と認めている。
外交面では超党派による協力はみられなかった。レーガンはソ連に対して強硬な姿勢をとり、核兵器の凍結を求める民主党員は懸念を募らせた。また、ニカラグアのサンディニスタ政権に抵抗するゲリラ組織コントラを支援し、グアテマラのエフライン・リオス・モント政権やホンジュラスのアスコナ・オヨ政権、エルサルバドルのロベルト・ダウブイッソン政権等、反共ゲリラ運動を弾圧する独裁政権を支援したが、ほとんどの民主党員はこれらの政策に断固として反対した。それでもレーガンは、ソ連には到底追いつけない規模にまで国防費を増額し、戦略防衛構想（SDI）を立ち上げた。SDIは反対派からは「スターウォーズ計画」と揶揄された。
ミハイル・ゴルバチョフがモスクワで政権に就くと、レーガンとゴルバチョフの間に友好関係が生まれたが、共和党保守派の多くはこれに懐疑的な目を向けた。ソ連の共産主義を維持しようとするゴルバチョフは、第一に費用のかかるアメリカとの軍拡競争を終わらせることを目指し、次いで1989年には東欧の共産主義政権の崩壊を許した。しかし、結局1991年にソ連は崩壊した。レーガンの後継者であるジョージ・H・W・ブッシュ大統領は、旧ソ連における大衆の反感を恐れて、国内の勝利気分の過熱を抑えようとしたが、冷戦で明白な勝利をあげたように見えたことは、レーガンの推進した攻撃的な外交政策が正しかったと共和党支持者に確信させた。レーガンを厳しく批判する論客の一人であるヘインズ・ジョンソンも、「レーガンの最も優れた業績は、ベトナム戦争とウォーターゲート事件のトラウマとイランアメリカ大使館人質事件の苛立ちと、失敗と感じられる政権が続いた後に、アメリカ人に自分たちと自分たちの政府に対する自尊心を取り戻させたことだった」と認めている。

### 1994年の議会掌握

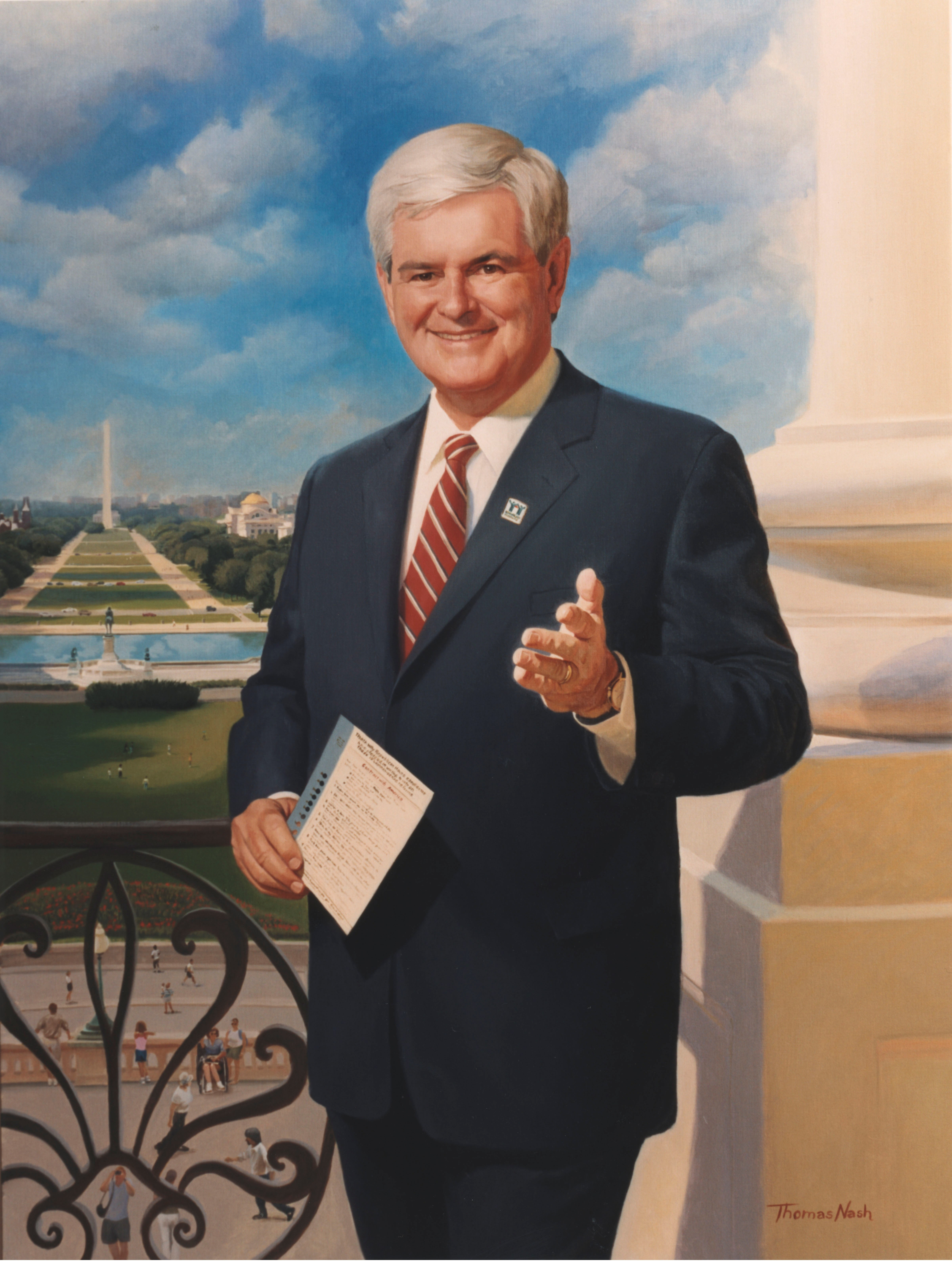
1995年から98年にかけて下院議長を勤めたニュート・ギングリッチは、共和党の中でもビル・クリントン大統領と最も鋭く対立した人物であった。

1992年の大統領選でジョージ・H・W・ブッシュ大統領は再選を目指したが、経済の低迷と進まない財政再建から、民主党のビル・クリントンに阻まれた。
しかし共和党はニュート・ギングリッチ下院少数党院内幹事の主導により「アメリカとの契約」キャンペーンを展開し、1994年の議会選挙で両院の過半数を獲得した。共和党が両院で過半数を占めるのは実に1952年以来のことであり、途中2001年から2002年までの上院の例外を除き、2006年まで続いた。1994年までの40年間、81年から87年まで共和党が上院で多数を占めたのを除き、民主党が上下院双方を支配してきたのであり、94年の議会選挙は大きな転換点として「1994年の共和党革命」とも呼ばれる。
この選挙で共和党の候補者たちは、「アメリカとの契約」と名付けられた綱領を掲げた。目玉政策は、国が税収を超える予算を組むことを禁止する「予算の均衡のための憲法修正条項」や社会保障制度改革等の大規模な行政改革であった。中間選挙で政党綱領を示すのはこれが初めてであった。また、すべての改革項目について議会に法案を提出すると約束した綱領も史上初めてだった。
1995年の議会では、早速、議会と民主党のビル・クリントン大統領が鋭く対立した。新たに多数党となった共和党の政府支出削減の公約は、大統領のメディケアや教育、環境、公衆衛生等に関する政策と相反するものであり、議論の膠着から予算成立が年度開始に間に合わず、ついにはアメリカ連邦政府の一時的な機能停止（政府閉鎖）につながった。政府閉鎖はアメリカ史上最長にわたり、クリントンがアメリカ議会予算局が承認した均衡予算の提出に合意したことによりようやく終結した。民主党幹部たちは予算を巡る膠着状態を産んだ責任者として下院議長ギングリッチを激しく攻撃し、ギングリッチの大衆イメージはひどく傷ついた。このことも要因となって、クリントンは1996年の大統領選挙で再選された。共和党はボブ・ドールを候補に立てたが、上院で発揮した指導力を選挙運動に活かすことができずに敗北した。
その他、「アメリカとの契約」で約束されたいくつかの法案は成立したが、任期に上限を設ける法案などは廃案になった。クリントン大統領は、共和党の社会政策案の一部には拒否権を行使したが、公的扶助を縮小する個人責任・就労機会調整法や均衡を目指した連邦予算などは最終的に受け入れた。結果として社会保障制度は大きく変わり、保守派はこれを歓迎する一方、リベラル派は落胆した。共和党は下院で多数を占めてはいたが、憲法修正に必要な総議員の3分の2を集めることはできず、議員に在職任期制限を設けることはできなかった。
1998年の中間選挙で共和党は下院で5議席減らした。これは政権党でない党が喫した敗北としては64年ぶりの大きさだった。世論調査では、ギングリッチが弾劾訴追決議によってクリントンを罷免に追い込もうとしたことを支持しない人が多かったので、ギングリッチは選挙での敗北の責任を厳しく問われた。党員集会においてさらなる造反に遭遇し、1998年11月、下院議長の職を辞し、容易に再選を決めて11期目となるはずだった翌年の議会開会を前に、下院議員も辞職した。

### 2000年代：小ブッシュ政権とテロとの戦い
2000年アメリカ合衆国大統領共和党予備選挙では、アリゾナ州選出のジョン・マケイン上院議員（ゴールドウォーターの後任）や、エリザベス・ドールなどを抑えて、ジョージ・H・W・ブッシュの息子であるジョージ・W・ブッシュが指名を獲得した。本選挙では大きな混乱の後、非常な僅差でブッシュが民主党候補の副大統領アル・ゴアに勝利した。これにより共和党は、1952年より48年ぶりに、大統領と両院の多数党を獲得した。しかし上院は民主党と同議席数であり、2001年にバーモント州選出のジム・ジェフォーズ上院議員が共和党を離党し、民主党会派に加わったため、共和党は少数党の地位に転落した。

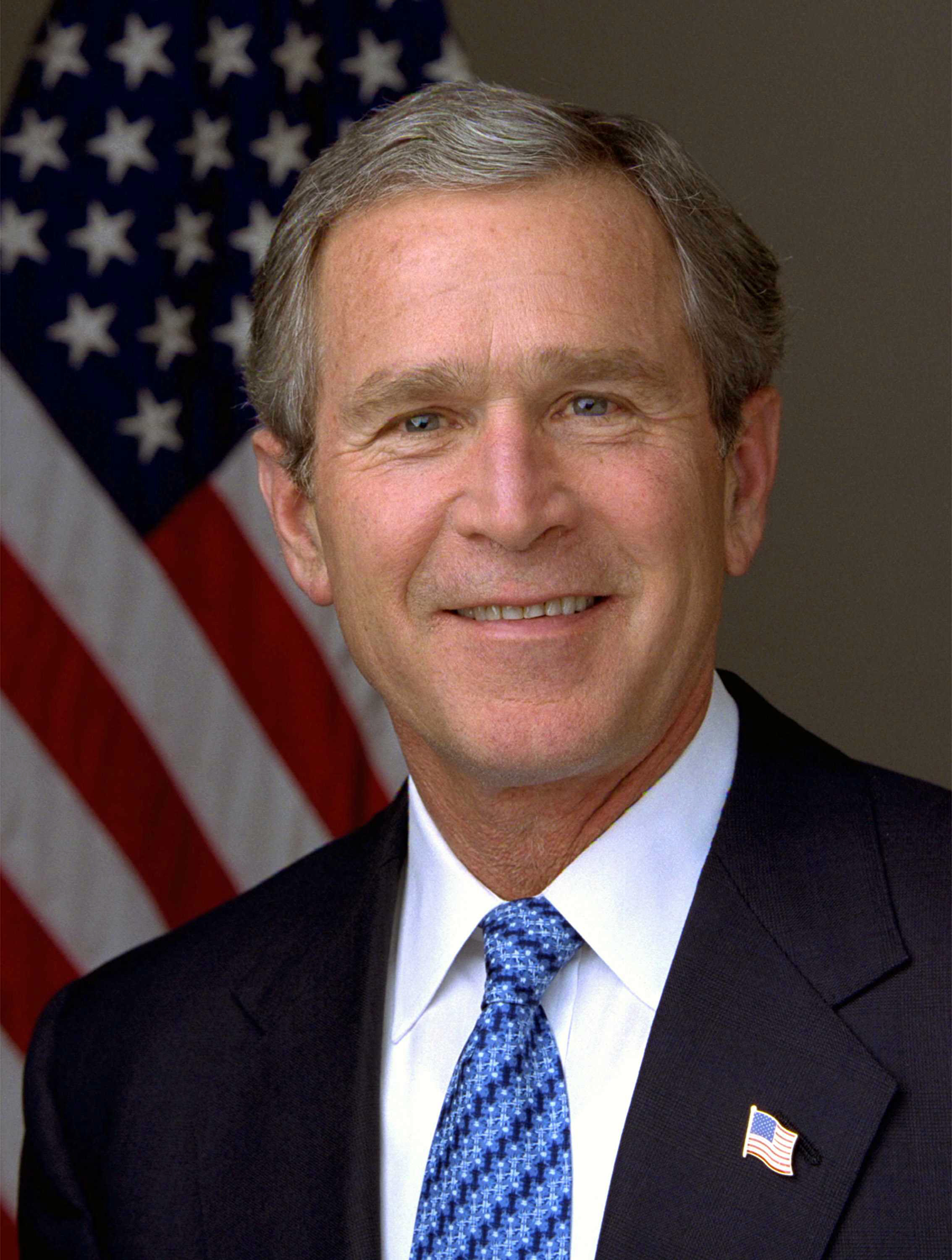
批判の多いジョージ・W・ブッシュ政権下では、世界的な金融危機のさなかに銀行や自動車産業を救済した。

2001年9月のアメリカ同時多発テロ事件により、ブッシュは幅広い支持を得てテロとの戦いに突き進み、アフガニスタン侵攻を開始した。イラク戦争を目前に控え、2002年の中間選挙で共和党は勝利し、下院を維持しつつ上院を取り戻した。ホワイトハウスを支配する政党が、中間選挙で議会両院で議席を伸ばしたのは1934年以来のことだった（それ以前には南北戦争直後と1902年に起きている）。2003年3月、イラクが国連の制裁を破り、また大量破壊兵器を再建または開発しているという情報があるとして、ブッシュはイラクへの侵攻を指示した。この命令に際し、ブッシュは議会において共和党のほぼ全員と多くの民主党幹部の支持を得た。
2004年の大統領選挙において、ブッシュは反対もなく共和党の候補に再指名され、「より安全な世界とより希望に満ちたアメリカ」と題する綱領を掲げた。この綱領には、対テロ戦争に勝利し、所有者社会とも訳される「オーナーシップ・ソサエティ」の到来を告げ、世界で勝ち抜ける革新的な経済を作り出せるというブッシュの楽観的展望が表れていた。ブッシュは2000年よりはわずかに多い差で再選され、同時に共和党も議会両院で議席数を伸ばした。ブッシュは記者会見で「私は今回の選挙運動で資本を稼いだ。政治的資本をだ。これからそれを使うつもりだ。それが私のスタイルだ」と述べた。
しかし、二期目早々に世論調査での支持率は下がり、課題は積もるばかりであった。イラクでは大量破壊兵器は見つからず、戦闘による死者は増加の一途で、ブッシュの政策に対する一般の支持は急落した。これに対し、ブッシュ政権はイラク政策を強く擁護し、有志連合は勝利しつつあると述べ、米国愛国者法の更新を実現した。ブッシュは一期目で大規模減税（ブッシュ減税）を行い、二期目でも増税の動きを阻止したが、社会保障信託基金に個人貯蓄口座を追加する政策や、税制の抜本的改革は先送りされた。人事面では、4つの重要なポストに保守派を就けることに成功した。すなわち国務長官コンドリーザ・ライス、司法長官アルバート・ゴンザレス、最高裁長官ジョン・ロバーツ、そして連邦準備制度理事会議長ベン・バーナンキである。しかし、最高裁判事にハリエット・ミアーズを据えることについては保守派からの承認を得ることができず、代わりにサミュエル・アリートを推薦し、2006年1月、上院に承認された。
2005年、共和党の連邦議会議員を巻き込んだジャック・アブラモフ・スキャンダルが発覚し、同年にデューク・カニンガム下院議員、翌年にはトム・ディレイ下院多数党院内総務、マーク・フォーリー下院議員、ボブ・ニー下院議員が辞職した。2006年の中間選挙で共和党は民主党に敗北し、上下両院で過半数を失った。出口調査によれば、政治腐敗が多くの有権者にとって決定的な問題だった。議会選挙の後の共和党代表選挙において、デニス・ハスタート下院議長は出馬しなかったため、党はオハイオ州選出のジョン・ベイナーを下院少数党院内総務に選出した。上院ではケンタッキー州選出のミッチ・マコーネル上院多数党院内幹事が上院少数党院内総務に選ばれ、上院院内幹事には元院内総務のトレント・ロット議員がラマー・アレクサンダー議員を一票差で破り選ばれた。
この時期の地方政治において特筆すべき事項として、2005年11月のニューヨーク市長選挙で、共和党の現職マイケル・ブルームバーグが圧勝し、基本的には民主党が地盤としているニューヨーク市で4期連続で共和党候補が勝利した。カリフォルニア州では、アーノルド・シュワルツェネッガー知事が、民主党の反対により州議会を通過できなかった法案を住民投票で成立させようとしたが、失敗した。2007年秋の知事選挙では、ルイジアナ州で共和党のボビー・ジンダルが勝利し、ミシシッピー州のハーレー・バーバー知事が再選された一方、共和党現職のアーニー・フレッチャー・ケンタッキー州知事は敗れた。

## オバマとの対立

### 2008〜9年：野党への転落

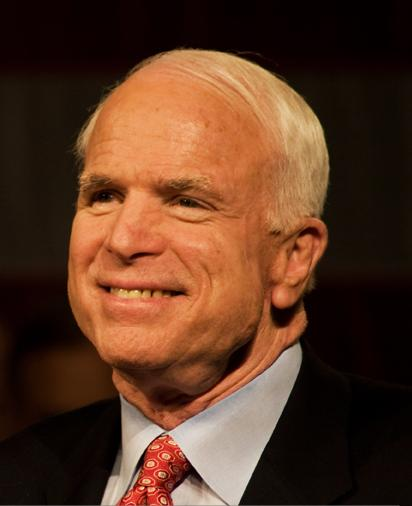
アリゾナ州選出のジョン・マケイン上院議員は2008年大統領選挙の共和党候補に指名された。副大統領候補サラ・ペイリンは共和党から初めて選出される女性の副大統領候補となった。

2008年の大統領選挙に向けては、副大統領のディック・チェイニーが不出馬を宣言したため、早くからジョン・マケイン上院議員が共和党候補として有力視されており、早くも2008年共和党全国大会の6か月前の3月6日にはブッシュ大統領の推薦を得た。8月29日、マケイン上院議員はアラスカ州知事のサラ・ペイリンを彼の副大統領候補に据えることを発表し、共和党としては初めての女性大統領選候補者となった。
大統領候補指名後の全国世論調査では、マケインは民主党のバラク・オバマより優位に立っていた。しかし、世界金融危機と深刻な景気後退のさなか、結局はオバマとその副大統領候補ジョー・バイデンの前に敗れ去った。1992年以来、5回連続で、共和党候補は選挙人300票を集めることができず、共和党勢力が伸び悩んでおり、何か一つ失敗すれば勝利を手にすることは難しくなっていることを示唆した。
2006年の議会の多数党からの転落に続き、2008年の選挙で大統領の座と更なる連邦議会の議席を失い、重要州の知事職も失った共和党は分裂し、リーダー不在状態に陥った。マイケル・スティールがアフリカ系アメリカ人として初の共和党全国大会議長となったが、資金調達力が無く、不手際や失態が続き、職を追われた。連邦議会では、2009年4月、アーレン・スペクター上院議員が民主党に移籍し、遂に共和党は上院で法案成立を阻止するのに必要な41票目までもを失った。数カ月後、アル・フランケンが裁判で勝利を確定させて上院議員に就任したことで、民主党は共和党の議事妨害（フィリバスター）を回避できる60議席を手に入れたのである（議会の5分の3の票があれば、クローチャーによって一定時間以内に強制的に採決が可能となる）。オバマ政権の目玉政策である医療改革や経済規制改革が実現するようになったのは、この後である。共和党は、しばしば「仕事はどこにあるんだ？」というオバマ政権を批判するフレーズを使いながら、オバマが成立させた2009年のアメリカ復興・再投資法や2010年の医療保険制度改革法（オバマケア）に強く反対した。特に医療制度改革法は、判で押したように「違憲法案である」と非難した。

### ティーパーティー運動と2010年の下院奪還
共和党上層部の不振とは対照的に、オバマ政権の政策に反対する草の根の保守層市民は、2009年初頭にティーパーティー運動を立ち上げ、全国で盛り上がりを見せた。この動きに乗って共和党も次第に勢いづき、同年に行われた選挙では、ニュージャージー州とバージニア州の州知事選挙で勝利した。2ヵ月後の2010年1月、前年死去したエドワード・ケネディ上院議員の空席を埋めるマサチューセッツ州特別選挙で共和党のスコット・ブラウンが選出されたことにより、共和党は上院の41票目を取り戻した。
2010年11月の中間選挙に向けての予備選挙では、ティーパーティー運動家たちが保守派の候補を立てて体制寄りの穏健派候補に対抗し、ユタ州のボブ・ベネットやアラスカ州のリーサ・マーカウスキーなどの現職上院議員が、各州の予備選挙で敗退した。この状況を見て共和党上層部の多くはティーパーティー運動と距離を置くようになったが、運動の勢いに加え、期待通りには改善しない経済状況から、中間選挙では共和党が大きく票を伸ばすことが事前から予測されていた。実際、共和党は下院で1948年以来の多さである63議席を新たに獲得し、多数派の座に返り咲いた。また、上院でも、多数派となるには至らなかったものの、6議席増やし、州知事選挙や州議会選挙でも多くの勝利を得た。ジョン・ベイナーが下院議長に選出され、マコーネルは上院少数党院内総務に留まった。中間選挙直前に『ナショナル・ジャーナル』から受けたインタビューでマコーネルは、「私たちが成し遂げたい最も肝心なことは、オバマ大統領を1期だけの大統領とすることだ」と述べた。12月、レームダックとなったオバマ大統領はブッシュ政権下で始められた減税（ブッシュ減税）を2年間延長する法案に署名した。

### 2011年：オバマ大統領との本格的対立

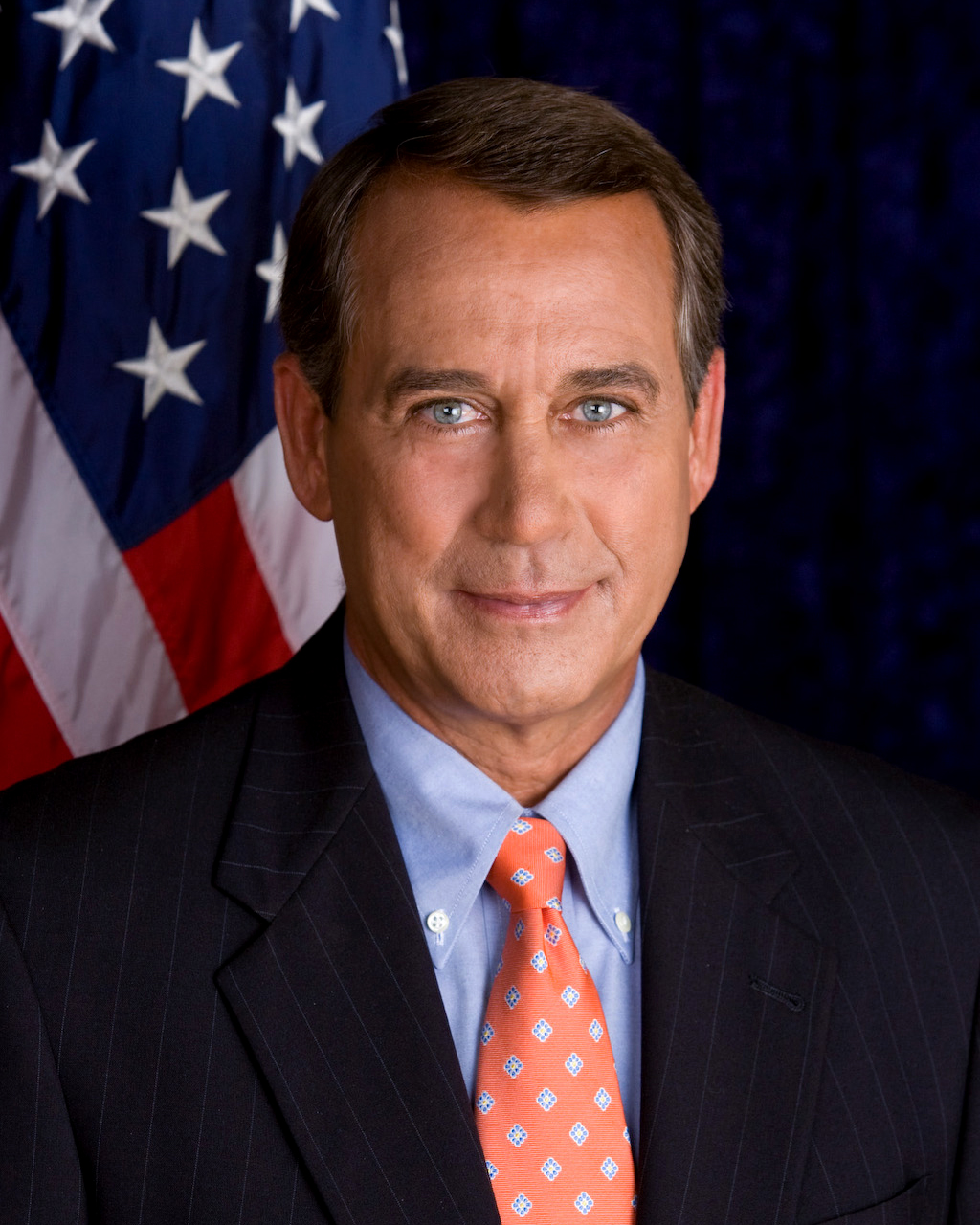
現職の下院議長ジョン・ベイナーはバラク・オバマと敵対する共和党の顔と見做されている。

2011年からの連邦第112議会では、下院多数党の地位を占めた共和党とオバマ政権の間で予算を巡る激しい攻防が繰り広げられた。連邦議会では10月から始まる会計年度の歳出法案が前年度中に成立せず、継続予算決議でつなぎながら年度開始後に成立することが常態化しているが、2011年度（2010年10月〜2011年9月）の歳出法案及び7回目の継続予算決議の成立が遅れ、2011年4月9日0時（東部夏時間）を以って重要性の低い行政機関を閉鎖し、80万人の公務員に一時帰休を命じる政府閉鎖が迫った。主な争点は主に2011年春の政府支出と、赤字削減のための長期的措置であった。最終的には期限数時間前に民主・共和両党が歳出法案に合意し、政府機能停止は回避された。
これと並行して、下院予算委員会委員長に就いた共和党のポール・ライアン下院議員は、オバマ大統領の2012年度予算案に代わるものとして、「繁栄への道」と題する予算決議案を示した。その主眼はメディケア、メディケイド、2010年の医療制度改革法による補助金支出やその他の政府支出の大幅な削減である。ただし社会保障制度には手を触れていなかった。ライアンの予算決議案は2011年4月、共和党が多数を占める下院を通過したが、民主党が多数を占める上院は通過できなかった。
5月に入ると、連邦債務が議会の設けた上限に達したため、米国債のデフォルト危機が迫った（米国債務上限引き上げ問題）。議会では債務削減案を巡って激しい対立が起きたが、8月2日、デフォルト期限を目前に予算コントロール法が成立し、今後、財政赤字を削減するのと引き換えに連邦債務の上限を引き上げることとなった。赤字削減の法案作成は両党の両院議員12人から成る財政赤字削減両院合同特別委員会（俗にスーパー委員会）に委ねられ、11月23日までに委員会が決められた額以上の削減案を提案できないか、議会がこれを否決するなどした場合には、2013年から政府支出を自動的に一律削減するトリガー条項が設けられた。委員会は期限までに合意に至らず、2013年から予算の強制一律削減が実施されている。
2011年後半には、共和党が多数派である下院で医療保険制度改革法（オバマケア）の廃止案が提出され、245対189で「法案廃止」となったが、上院はこれを無視した。法案を覆すために、共和党優勢の複数の州当局等が連携して連邦最高裁判所に訴えたが、2012年までに訴えの大部分は退けられた。2012年に共和党の大統領候補となったミット・ロムニーは、大統領になった際にはこの法案を廃止することを公約した。
州政府では、2011年2月以降、新任共和党州知事の一部が相次いで公務員労働組合の力を削ぐ法案を提出した。特に、ウィスコンシン州知事スコット・ウォーカー、インディアナ州知事ミッチ・ダニエルズ、アラスカ州知事ショーン・パーネル、ミシガン州知事リック・スナイダー、オハイオ州知事ジョン・ケーシック、メイン州知事ポール・リページ、アリゾナ州知事ジャン・ブリュワーの提出した法案には、公務員の団体交渉権を剥奪するとともに、公務員の年金や健康保険の負担割合を上げることが含まれていた。知事等の主張によれば、これは州の支出を削減し、予算の均衡を取るために必要な措置であった。しかし各州で公務員の激しい抗議活動が起きた。ウィスコンシン州マディソン市で始まった抗議は、オハイオ州、インディアナ州、メイン州、ミシガン州、アイダホ州、テネシー州、ニュージャージー州、アイオワ州、カンザス州と広まり、現在も継続している（2011年アメリカ合衆国公務員抗議活動）。

### 2012年以降：ロムニーの敗北

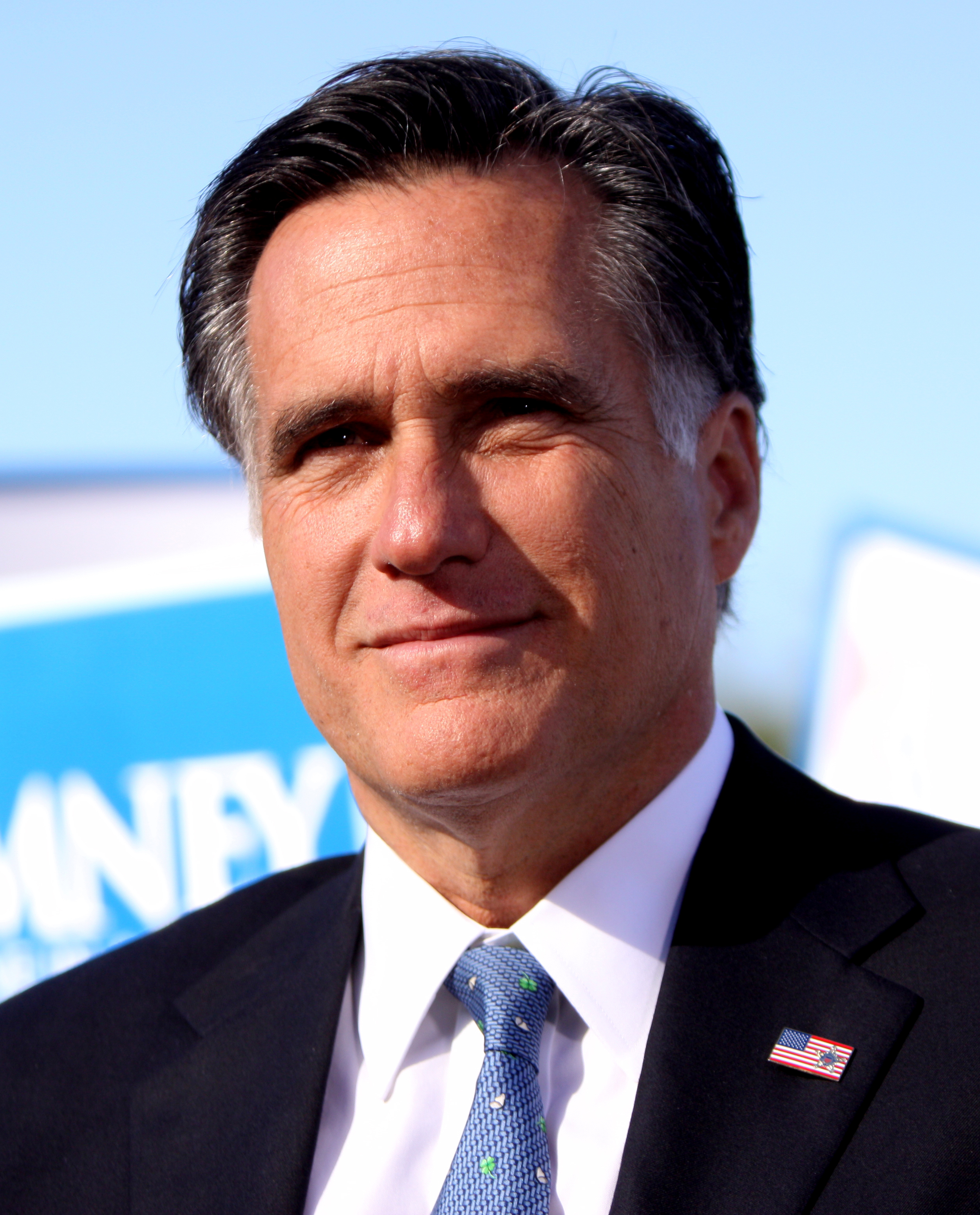
2012年、ミット・ロムニーは共和党の大統領候補となるも、現職のオバマに敗れた。

2012年の大統領選挙に向けて、共和党内では2010年の早い段階から候補が乱立した。前マサチューセッツ州知事で末日聖徒イエス・キリスト教会（通称：モルモン教）信徒でもあるミット・ロムニーが安定的に支持を集め最有力視されつつも、圧倒的な資金力と組織力の割には苦戦を強いられた。ロムニーの他に、ニュート・ギングリッチ元下院議長、リック・サントラム元上院議員、リック・ペリーテキサス州知事、実業家のハーマン・ケイン、テキサス州のロン・ポール下院議員等も一定の支持を集め、各種世論調査では頻繁に一番人気の候補が入れ替わった。2012年に入り、予備選挙の投票が始まると、ペリーは早々に撤退したものの、ロムニー、サントラム、ギングリッチが各州の投票で入れ替わるように首位に立った。3月のスーパー・チューズデーでロムニーが最も多くの州で勝って頭ひとつ抜け出し、そのまま優位を固めて8月の共和党大会で指名を獲得した。副大統領候補には下院予算委員会委員長として大胆な支出削減を提案している若き下院議員ポール・ライアンを指名した。
本選挙に向けて、夏の時点では、世論調査の結果ではオバマ大統領とロムニーが拮抗していた。初回の公開討論会ではロムニーが好印象を与えることに成功したが、その後は失速して無党派層の支持を上手く得られなかった。結局、一般得票率にして52%対47%でロムニーはオバマに敗れた。共和党は支持基盤の動員に成功しはしたが、民主党は予想を超える規模で若年層や社会的少数派、女性からの票を集めた。上院でも共和党の議席増が予測されていたのに反し、実際の選挙では議席を減らした。
2013年3月、共和党全国委員会委員長ラインス・プリーバスは2012年の敗北について厳しく総括を行い、党を刷新し、移民制度改革を支持することを訴えた。それによれば、「我々が敗北した理由は一つではない。我々のメッセージは弱かった。草の根の活動も不十分だった。あらゆる人々を受け入れてはいなかった。データもデジタルも後れを取っていた。予備選挙や討論の過程にも改善が必要だった」。プリーバスは219の改革案を示し、その中には、女性や社会的少数派、LGBTといった性的少数者に向けた1000万ドル規模のマーケティング戦略や、期間を短縮し、より統制のとれた予備選挙、データ収集や調査態勢の改善等が含まれていた。
これに関連して、保守系論客の歴史家ヴィンセント・カンナートは次のように論じている。
共和党はミット・ロムニーの敗北以来ずっとパニック状態に陥っているといっても過言ではない。それは特に、今回の選挙がアメリカの人口構成の変化を明らかにし、またこれに関連して、共和党がヒスパニックやアジア人、独身女性や若者へうまくアピールできていないことを明らかにしたからである。それゆえに、共和党指導部は保守層の支持基盤を怒らせることになっても移民制度法改革を進んで行おうとしているのである。
同性結婚に対しても、絶対反対を唱える党の公式方針に異論を唱える動きも出始めている。これに対し、リック・サントラムやマイク・ハッカビー等社会保守主義派は強く反対し、同性婚の問題について姿勢を堅持しなければ、共和党の主要支持母体である福音派の支持を失うであろうと警告している。
2014年の連邦議会選挙では、下院は第二次大戦後では1946年に並ぶ246議席を確保した。

## 実業家出身のトランプ大統領の登場

### 2016年アメリカ合衆国大統領選挙
2016年アメリカ合衆国大統領共和党予備選挙において、「AMERICA FIRST（アメリカ第一）」、「Make America Great Again（アメリカを再び大国に）」といったスローガンを掲げて、その並外れた言動から「暴言王」とも称された、実業家出身で政治経歴のないドナルド・トランプが共和党候補として同年実施の大統領選挙に出馬することとなった。
そして2016年アメリカ合衆国大統領選挙において、元ファーストレディ（大統領経験者の配偶者）であるヒラリー・クリントン民主党候補を破り彼が当選を果たした。

### 2017年-2021年：トランプ政権

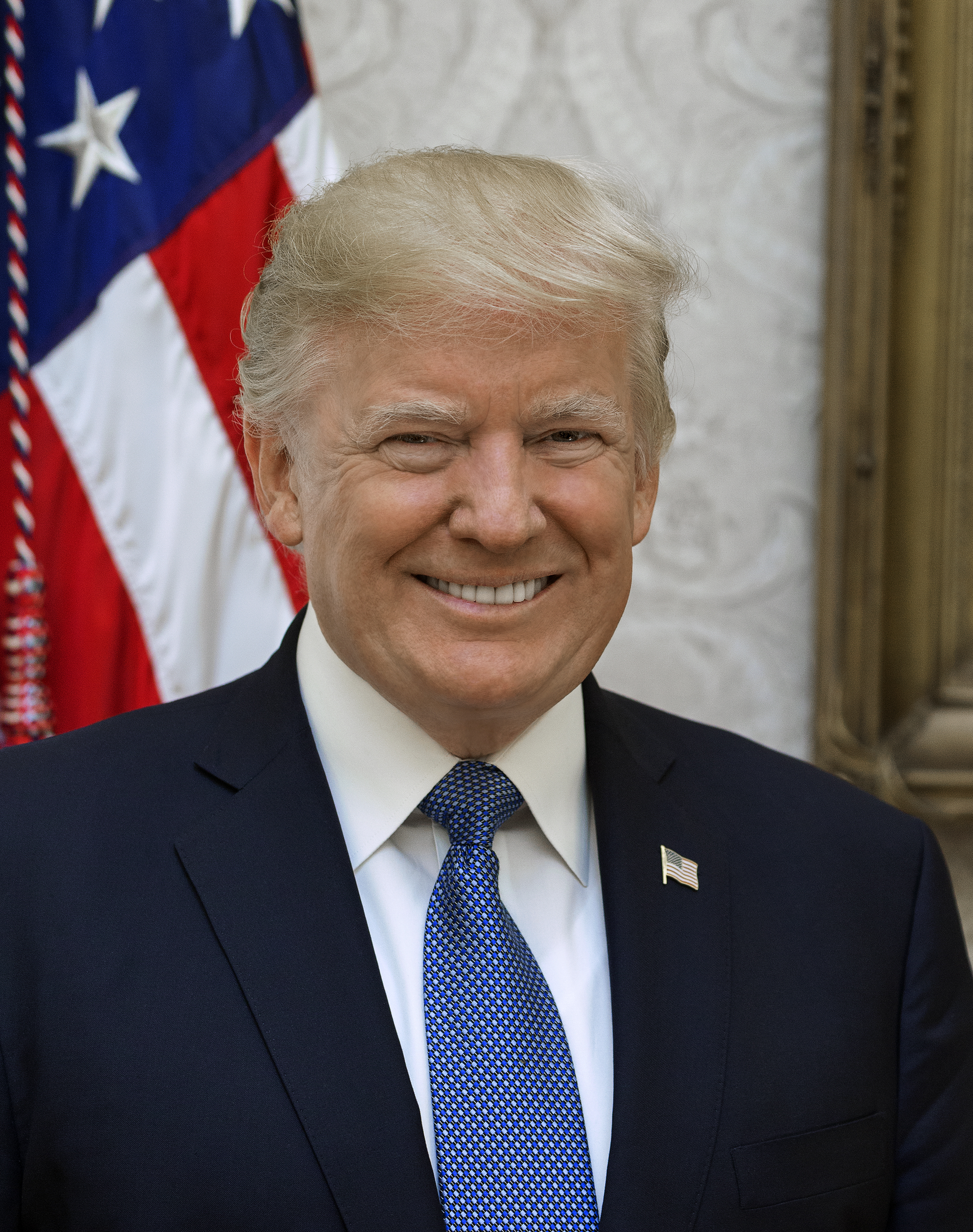
第45代大統領
ドナルド・トランプ

2017年1月20日に、第45代アメリカ合衆国大統領にドナルド・トランプが就任し、8年ぶりに共和党は政権復帰した。なお、副大統領にはマイク・ペンスが就任した。
トランプ政権は、環太平洋パートナーシップ協定（通称：TPP）からの撤退表明、駐イスラエル米国大使館のエルサレムへの移転および同国首都としてのエルサレムの承認、シリアへの空爆、メキシコなどからの不法移民規制、気候変動抑制に関する多国間協定（通称：パリ協定）からの米国離脱宣言、ホワイトハウス報道官やCIA（中央情報局）長官、国務長官などの相次ぐ政府高官人事の交代、朝鮮民主主義人民共和国（北朝鮮）の第3代最高指導者である金正恩朝鮮労働党委員長との史上初の米朝首脳会談の開催、中華人民共和国との貿易戦争など、内政・外交面ともにさまざまな課題に直面した。

### 2021年以降：バイデン政権
2020年大統領選挙で、2期目を目指したトランプだが民主党候補のジョー・バイデン前副大統領に獲得選挙人306対232で敗れ、共和党は政権を奪われた。また、同選挙では民主党陣営による選挙不正疑惑などもいわれた（詳細「2020年アメリカ合衆国大統領選挙#論争」参照）。
2021年1月6日から上下両院の合同会議が行われ、先の選挙人の投票結果が正式に確定される予定だったが、議会の開始直後、選挙結果を認めないトランプ支持者が暴徒と化して連邦議会に乱入、議会を占拠する事件が発生した。この暴動に対してバイデンは「われわれの民主主義がかつてない攻撃にさらされている」「連邦議会議事堂に突入し、窓ガラスを割り、オフィスと米上院の議場を占拠し、適法に選出された議員の安全を脅かす？ これは抗議デモではない、反乱だ」と述べて強い憤りを示した。
この騒ぎで議会が一時中断されたが、州兵が動員されて乱入したトランプ支持者たちが排除された後、6日夜に再開され、7日未明に選挙人投票の結果が承認されて正式にバイデンの当選が決定した。
2021年1月8日、トランプはジョー・バイデン大統領就任式への欠席を表明した。これについてバイデンは「彼は国家の恥だ。来ないのは良いことだ」と述べて欠席を歓迎した。一方、マイク・ペンス副大統領については「（出席してもらえれば）名誉だ」と述べた。前大統領が新大統領の就任式に出席しないのは1869年以来152年ぶりのこととなる。連邦議会襲撃事件をめぐって反乱を扇動したとしてトランプの弾劾条項を含む訴追決議案が議会で進んでいることについては、「弾劾は議会が決めることだ」としつつ、「トランプ大統領は以前からこの職務にふさわしくなかった」と述べた。

### 二次資料
- American National Biography (1999) 20 volumes; contains short biographies of all politicians no longer alive.
- Dinkin, Robert J. Campaigning in America: A History of Election Practices. (1989).
- Gould, Lewis. Grand Old Party: A History of the Republicans (2003), the best overview.
- Jensen, Richard. Grass Roots Politics: Parties, Issues, and Voters, 1854–1983 (1983)
- Kleppner, Paul, et al. The Evolution of American Electoral Systems (1983), applies party systems model
- Mayer, George H. The Republican Party, 1854–1966. 2d ed. (1967)
- Remini, Robert V. The House: The History of the House of Representatives (2006), extensive coverage of the party
- Rutland, Robert Allen. The Republicans: From Lincoln to Bush (1996)
- Shafer, Byron E. and Anthony J. Badger, eds. Contesting Democracy: Substance and Structure in American Political History, 1775–2000 (2001), essays by specialists on each time period
- Schlesinger, Jr., Arthur Meier; Troy, Gil, eds. History of American Presidential Elections, 1789–2008 (2011 ed.). For each election includes short history and selection of primary document. Essays on the most important election are reprinted in Schlesinger, The Coming to Power: Critical presidential elections in American history (1972)

#### 1854年から1932年まで
- Donald, David Herbert (1999). Lincoln full biography
- Donald, David Herbert. Charles Sumner and the Coming of the Civil War (1960); and vol 2: Charles Sumner and the Rights of Man (1970); Pulitzer prize
- DeSantis, Vincent P. Republicans Face the Southern Question: The New Departure Years, 1877–1897 (1998)
- Edwards, Rebecca. Angels in the Machinery: Gender in American Party Politics from the Civil War to the Progressive Era (1997)
- Foner, Eric. Free Soil, Free Labor, Free Men: The Ideology of the Republican Party Before the Civil War (1970)
- Foner, Eric. Reconstruction, 1863–1877 (1998)
- Garraty, John. Henry Cabot Lodge: A Biography (1953)
- Gienapp, William E. The Origins of the Republican Party, 1852–1856 (1987)
- Goodwin, Doris Kearns (2005). Team of Rivals: The Political Genius of Abraham Lincoln. ISBN 0-684-82490-6
- Gould, Lewis L. Four Hats in the Ring: The 1912 Election and the Birth of Modern American Politics (2008)
- Hoogenboom, Ari（英語版）. Rutherford B. Hayes: Warrior and President (1995)
- Jensen, Richard. The Winning of the Midwest: Social and Political Conflict, 1888–1896 (1971)
- Kehl, James A. Boss Rule in the Gilded Age: Matt Quay of Pennsylvania (1981)
- Kleppner, Paul. The Third Electoral System 1854–1892: Parties, Voters, and Political Cultures (1979)
- Marcus, Robert. Grand Old Party: Political Structure in the Gilded Age, 1880–1896 (1971)
- Morgan, H. Wayne. From Hayes to McKinley; National Party Politics, 1877–1896 (1969)
- Morgan, H. Wayne. William McKinley and His America (1963)
- Morris, Edmund (2001). The Rise of Theodore Roosevelt. 1 and Morris, Edmund (2002). Theodore Rex. 2 (covers Presidency 1901–1909), Pulitzer Prize
- Muzzey, David Saville. James G. Blaine: A Political Idol of Other Days (1934)
- Nevins, Allan（英語版）. Ordeal of the Union, (1947–70), 8-volumes cover 1848–1865.
- Paludin, Philip. A People's Contest: The Union and the Civil War, 1861–1865 (1988)
- Rhodes, James Ford (1922), The History of the United States from the Compromise of 1850, 8 volumes cover 1850–1909
- Richardson, Heather Cox. The Greatest Nation of the Earth: Republican Economic Policies during the Civil War (1997)
- Silbey, Joel H. The American Political Nation, 1838–1893 (1991)
- Summers, Mark Wahlgren. Rum, Romanism & Rebellion: The Making of a President, 1884 (2000)
- Van Deusen, Glyndon G. Horace Greeley, Nineteenth-Century Crusader (1953)
- Williams, R. Hal. Years of Decision: American Politics in the 1890s (1978)
- Wiggins; Sarah Woolfolk. The Scalawag in Alabama Politics, 1865—1881 (1991) online at Questia

#### 1932年以降
- Barone, Michael; Chuck McCutcheon (2011). The Almanac of American Politics（英語版） (2012 ed.) new edition every 2 years since 1975
- Black, Earl; Black, Merle (2002). The Rise of Southern Republicans
- Brennan, Mary C. Turning Right in the Sixties: The Conservative Capture of the GOP (1995)
- Bowen, Michael. The Roots of Modern Conservatism: Dewey, Taft, and the Battle for the Soul of the Republican Party (2011)
- Critchlow, Donald T. The Conservative Ascendancy: How the Republican Right Rose to Power in Modern America (2nd ed. 2011)
- Gould, Lewis L. 1968: The Election That Changed America (1993)
- Jensen, Richard. "The Last Party System, 1932–1980," in Paul Kleppner, ed. Evolution of American Electoral Systems (1981)
- Ladd Jr., Everett Carll with Charles D. Hadley. Transformations of the American Party System: Political Coalitions from the New Deal to the 1970s 2d ed. (1978)
- Mason, Robert, and Iwan Morgan, eds. Seeking a New Majority: The Republican Party and American Politics, 1960-1980 (Vanderbilt University Press; 2013) 248 pages; scholarly studies of how the party expanded its base, appealed to new constituencies, and challenged Democratic dominance.
- Parmet, Herbert S. Eisenhower and the American Crusades (1972)
- Patterson, James T. Mr. Republican: A Biography of Robert A. Taft (1972)
- Patterson, James. Congressional Conservatism and the New Deal: The Growth of the Conservative Coalition in Congress, 1933–39 (1967)
- Perlstein, Rick (2002). Before the Storm: Barry Goldwater and the Unmaking of the American Consensus, on 1964
- Perlstein, Rick. Nixonland: The Rise of a President and the Fracturing of America (2008)
- Reinhard, David W. The Republican Right since 1945 (1983)
- Sundquist, James L. Dynamics of the Party System: Alignment and Realignment of Political Parties in the United States (1983)

### 一次資料
- Porter, Kirk H., and Donald Bruce Johnson, eds. National Party Platforms, 1840–1980 (1982)
- Schlesinger, Arthur Meier, Jr. ed. History of American Presidential Elections, 1789–2008 (various multivolume editions, latest is 2011). For each election includes brief history and selection of primary documents.